# Kolovratové
Kolovratové (staročeským pravopisem Kolowratové) jsou starobylý český panský šlechtický rod, původem ze středních Čech, jehož historie sahá až do 13. století, neboť pochází z rozrodu Janoviců. Rod Kolowratů hrál nezanedbatelnou úlohu v historii a politice nejen v Čechách, ale i v celé střední Evropě. Řada příslušníků rodu Kolowratů podporovala umění, kulturu, vzdělání, hospodářský a stavební vývoj a podílela se na ekonomicko-sociálním rozvoji státu. Najdeme mezi nimi nositele dědičných říšských i českých hraběcích titulů či rytíře řádu zlatého rouna, mnoho z nich získalo také vysoká vojenská, císařská či papežská ohodnocení. Členové rodu zastávali nejrůznější významné funkce, díky nimž se zapsali do historie. Našli bychom mezi nimi polní maršály, první ministry, nejvyšší kancléře, královské místodržící, guvernéry, ambasadory, arcibiskupy a také podporovatele českého národního obrození.

## Počátky rodu

### Bájný příběh

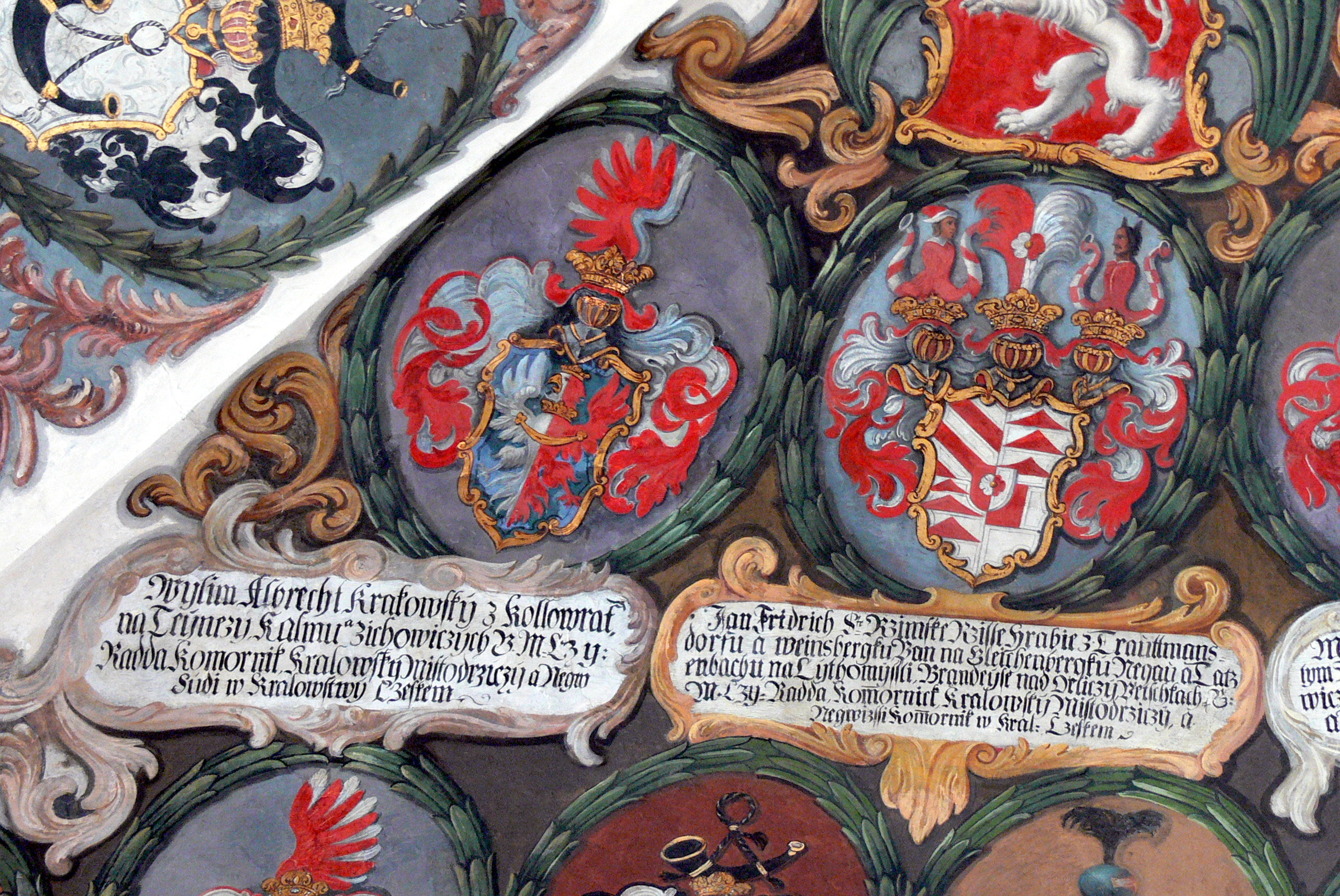
Znak Viléma Albrechta Krakowského z Kolowrat, nejvyššího zemského sudího (1656–78) a hofmistra (1678–88); freska na stropě místnosti zemských desek na Pražském hradě.

Bájný příběh podle Bohuslava Balbína vypráví o silákovi, který zachránil českého krále a jeho malého syna před jistou smrtí, když zachytil loukotě jejich vozu a zastavil tak splašené koně. Rodové příjmení Kolowrat pak vzniklo spojením slov „kolo" a „vrátit" a na počest této události směli páni z Kolowrat užívat erb v podobě kola s osmi loukotěmi. Ten však ve skutečnosti nikdy nepoužívali (erbovním znamením byla vždy tzv. polcená orlice).
Kronikář Dalimil pokládá za prvního předka rodu Kolowratů lučanského knížete Vlastislava, což však dnes nelze nijak doložit. Podle tradice a listinného falsa pochází rod Kolowratů z konce 13. století a jeho kolébkou je ves Kolovraty poblíž Uhříněvsi u Prahy, kde kdysi stávala tvrz. Podle tohoto falsa je zmiňován k roku 1297 Zosimír z Kolovrat a z Průhonic. 

### Zakladatel rodu
Za zakladatele rodu a prvního historicky doloženého pána z Kolowrat je považován až Albrecht starší z Kolowrat, jehož předkové pocházeli z vesnice Kolovraty. Hejtman a maršálek královny Anny Svídnické (manželky Karla IV.), přísedící zemského a dvorního lenního soudu vstupuje do historie v roce 1347, kdy figuruje jako svědek při prodeji Rožmitálu. Se třemi manželkami měl osm dětí, z toho šest synů, kteří položili základy tohoto šlechtického rodu. V roce 1373 zakládá Albrecht z Kolowrat v Ročově augustiniánský klášter Nanebevzetí Panny Marie, kde je také po své smrti pohřben.

## Rodové větve
Během 14. a 15. století se rod Kolowratů rozdělil do osmi rodových větví, které jsou odvozovány od synů Albrechta z Kolowrat. Známe tedy Kolowraty Liebsteinské (konec 14. století – 1861), Nowohradské (konec 15. století – 1802), Bezdružické (počátek 15. století – 1642), Maštovské (polovina 15. století – 1623), Černonické (počátek 15. století –1534), Kornhauzské (konec 14. století – 1511/20), Žehrovické (počátek 14. století – 1473) a jediné dosud žijící – Krakowské.

### Kolowrat-Krakowští
Linie rodu Kolowrat-Krakowských odvozuje svůj název od hradu Krakovec u Rakovníka, který zakoupil v roce 1443 Albrecht z Kolowrat (1422–1470) a založil tak nejpočetnější větev Kolowratů, jejíž potomci žijí dodnes.
Význačným příslušníkem linie Kolowrat-Krakowských je bezesporu vzdělaný a schopný politik, kterého si dokonce oblíbila Marie Terezie – hrabě Leopold Vilém (1727–1809), který získal řád Zlatého rouna. Leopold Vilém měl se dvěma manželkami 17 dětí a nejmladší z nich – hrabě František Xaver I. (1783–1855) je společným předkem všech dnes žijících potomků pánů z Kolowrat. Jeho nejstarší syn Leopold (1804–1884) zakládá starší týneckou, tzv. Leopoldovu linii a druhý syn Theodor (1806–1875) mladší rychnovskou, tzv. Theodorovu linii.
Leopoldova větev Kolowrat-Krakowských, dnes spravuje lesy na Tachovsku, Klatovsku a vlastní majetky v Praze. Theodorovi potomci sídlí na Rychnovsku a dnes používají variantu jména Kolowrat-Krakowští-Liebsteinští. Rychnovsko-černíkovické panství nyní spravuje Jan Egon (* 1958), syn Kryštofa Jaroslava (1927–1999), který se po roce 1989 vrátil do Československa z rakouského exilu.

### Kolowrat-Liebsteinští

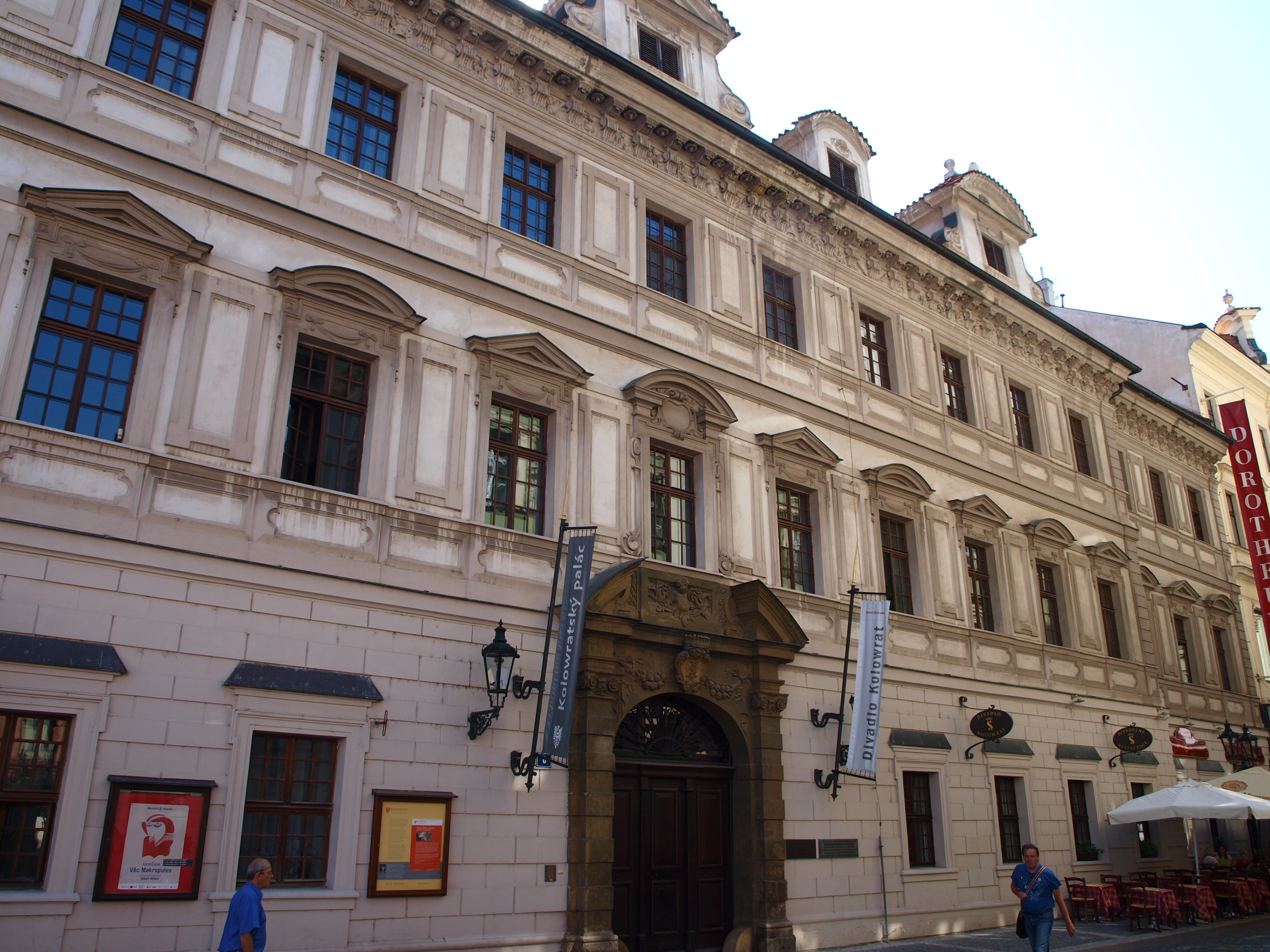
Kolowratský palác na Ovocném trhu

Rodovou linii zakládá Albrecht mladší z Kolowrat (uváděn 1369–1416), sídlí na hradě Libštejn, od kterého odvozují také svůj název. V majetku Liebsteinských byli mimo jiné statky Krašov, Kolešovice, Bezděkov a Jezeří. Rodová linie vymírá s nejslavnějším členem rodu hrabětem Františkem Antonínem II. v roce 1861. František Antonín II. (1778–1861) se stal v letech 1836–1848 1. ministerským předsedou Rakouského císařství, de facto 2. mužem v Rakousku-Uhersku. Získal řád Zlatého rouna. Před ním se držiteli řádu stali také hrabata František Karel I., Norbert Leopold či Vincenc Maria Kolowrat-Liebsteinští. Mezi členy rodu patřili také významní mecenáši, například hrabě Václav (1634–1659) zafinancoval výstavu profesního domu a chrámu sv. Mikuláše na Malé Straně v Praze.

### Kolowrat-Nowohradští
Zakladatelem této linie byl Albrecht († 1491), bratr Jana Bezdružického. Rod vlastnil tvrz v Jimlíně, nedaleko od něj si však postavili Nový Hrad, podle něhož získali také své jméno. Dále vlastnili Buštěhrad, Košátky, panství Mělník, Libochovice, Krásnou Horu, Lnáře, Vimperk nebo palác na Hradčanském náměstí v Praze (nyní Sasko-lauenburský palác). Tato rodová linie vymírá Františkem Antonínem v roce 1802.
Z významných členů rodu jmenujme Jáchyma, který dosáhl politické kariéry na dvoře Rudolfa II. ve funkci místodržícího. Stal se také karlštejnským purkrabím, během této funkce nechává opravit a rozšířit Karlštejn. Zastával tedy zemský i dvorský úřad, což nebylo příliš obvyklé. Hynek (Ignác) Jindřich (1575/77–1628) se proslavil díky své duchovní kariéře, neboť se stal zástupcem olomouckého biskupa Františka kardinála Dietrichsteina, byl zvolen také proboštem olomoucké kapituly. Wolf († 1609) byl poručníkem Petra Voka z Rožmberka, kterému radil v obchodních i politických otázkách. Stal se zemským soudcem a zastával další dvorské úřady. Zajímavou osobností je také Jan Václav (1638–1690), který v roce 1665 nechal přestavět dům na Malé Straně v Praze (nynější Ledebourský palác) a v roce 1675 koupil statky Přimda a Velké Dvorce, které se staly sídly rodu Kolowratů.

### Kolowrat-Bezdružičtí
Rodovou linii Bezdružických založil čtvrtý syn Albrechta z Kolowrat Purkart († před 1410). Svůj název získali díky vlastnictví statku Bezdružice. Jeho potomci vlastnili Bezdružice a Opočno, dále pak Buštěhrad, Bystrou, Svojanov, Chrášťany a Bělou pod Bezdězem. Rod vymírá roku 1642 po přeslici.
Jednou z významných postav rodu byl Jiří (1481–1526), který byl nejvyšším zemským sudím a stal se svědkem soupeření panského stavu s královskými městy a moc v zemi. Dalším významným členem rodu byl Václav († před 1539), který byl nejvyšším lenním sudím a purkrabím na Vyšehradě. Zasloužil se o rozsáhlou opravu rodového kláštera v Dolním Ročově.

### Kolowrat-Mašťovští
Zakladatelem větve Mašťovských z Kolowrat byl Herbort. Vlastnili statky Mašťov, podle kterého odvozovali také svůj název, Ročov a Pnětluky. Linie Mašťovských pravděpodobně vymírá Herbortovým vnukem Václavem v roce 1623, neboť k tomuto roku se váže poslední písemná zmínka o této linii rodu Kolowratů. Za zmínku stojí ale další Václav († před 1555), jenž byl hejtmanem žateckého kraje, v roce 1554 byl nejvyšším dvorským (lenním) sudím v Čechách. 

### Kolowrat-Kornhauzští
Tato větev rodu dostala název podle německého pojmenování obce Mšec. Založil ji druhý syn Mikuláše Žehrovského z Kolowrat Jan (1393–1437). Kornhauzští z Kolowrat vymřeli po meči v letech 1511–1520.

### Kolowrat-Žehrovští
Zakladatel této větve byl nejstarší syn Mikuláše z Kolowrat Albrecht († asi 1416). Rodová linie odvozuje svůj název od tvrze Žehrov. Albrecht zdědil po otci statek Žehrovice a sídlil na tvrzi Žehrov. Mezi majetky Žehrovských počítáme také Úhošťany, Dolany, Mšec, Černoc a Dobrovíz. Tato větev rodu Kolowratů vymřela po přeslici roku 1473.
Nejslavnější příslušník této větve rodu byl Jan (uváděn 1434–1473), syn Mikuláše Žehrovského a Anny Bekové z Dubé. Proslavil se díky tomu, že byl spojencem Jiřího z Poděbrad a zúčastnil se jeho mírového poselstva ve střední a západní Evropě v letech 1465–1467. Anglický král Eduard IV. mu udělil Zlatý řád a pasoval jej na rytíře. Proslavil se také díky mnoha rytířským turnajům, kterých se účastnil. Díky své výšce a síle byl obávaným rytířem.

## Historie

### 14. století
Zakladatelem rodu a prvním písemně doloženým příslušníkem rodu Kolowratů se stal Albrecht starší (zemřel 1391). Písemně je poprvé zaznamenán jako svědek při prodeji Rožmitálu v roce 1347. Je znám především díky tomu, že se stal maršálem královny Anny Svídnické, manželky císaře Karla IV. Jeho dcera Anežka se stala řeholnicí ̟v klášteře sv. Jiří na Pražském hradě, stejně jako neteř Kunhuta, která klášter v letech 1387-1401 vedla. Albrecht starší společně  s manželkou Annou ze Žeberku a se syny dal roku 1374 založit augustiniánský klášter Nanebevzetí Panny Marie v Dolním Ročově, jehož správu rod udržoval až do 18. století. Albrecht zde také byl pohřben a o jeho náhrobku se po staletí traduje rodová pověst. Albrechtovi synové a vnuci položili základ osmi rodovým větvím šlechtického rodu Kolowratů. Jeho nejstarší syn Albrecht mladší (uváděn 1369–1416) založil větev Kolowrat-Liebsteinskou a snad i Kolowrat-Krakowskou, jejíž potomci žijí dodnes. Po vzoru otce finančně podporoval klášter v Dolním Ročově.

### 15. století
Hanuš I. (uváděn 1390–1450) se stal bezesporu jedním z nejmocnějších mužů v zemi, neboť se v roce 1437 stal jedním ze šesti dočasných správců království českého po dobu, než se nový král ujme vlády. Poté se stal dokonce hejtmanem měst pražských. Jeho syn Hanuš II. (uváděn 1430–1483) se na rozdíl od svého děda a otce nevěnoval politické kariéře, jak se od něj očekávalo, ale obrátil se na duchovní stranu. Stal se administrátorem Pražského arcibiskupství. Proslavil se především jako mecenáš katolické církve, a to svým činem, kdy v roce 1465 daroval do Svatovítského pokladu stříbrný drahokamy posázený Kolowratský plenář s relikviemi českých patronů, dále kalich s paténou a vyšívaný ornát. Kapitulní knihovně daroval vzácný iluminovaný rukopis cestovního brevíře a další inkunábule.
Z rodu Žehrovských jmenujme Jana (uváděn 1434–1473), který se stal spojencem krále Jiřího z Poděbrad zúčastnil se jeho mírového poselstva ve střední a západní Evropě v letech 1465–1467.

### 16. století
Z rodu Nowohradských je znám Jáchym (2. polovina 16. století), který dosáhl politické kariéry na dvoře císaře Rudolfa II. ve funkci místodržícího. Stal se také karlštejnským purkrabím, během této funkce nechává výrazně opravit a rozšířit Karlštejn. Zastával tedy zemský i dvorský úřad, což nebylo příliš obvyklé. Dále můžeme jmenovat Ignáce Jindřicha (1575/77–1628), který se proslavil naopak díky své duchovní kariéře, neboť se stal zástupcem olomouckého biskupa Františka kardinála Dietrichsteina, následně byl zvolen dokonce proboštem olomoucké kapituly.
Z příslušníků rodu Bezdružických zmiňme Jiřího (1481–1526), jenž byl nejvyšším zemským soudcem a stal se svědkem soupeření panského stavu s královskými městy o moc v zemi. Dalším významným členem rodu byl Václav († před 1539), který byl nejvyšším lenním soudcem a purkrabím na Vyšehradě. Pokračoval v tradici udržitelnosti kláštera v Dolním Ročově, zasloužil se tak o rozsáhlou opravu celé stavby.

### 17. století

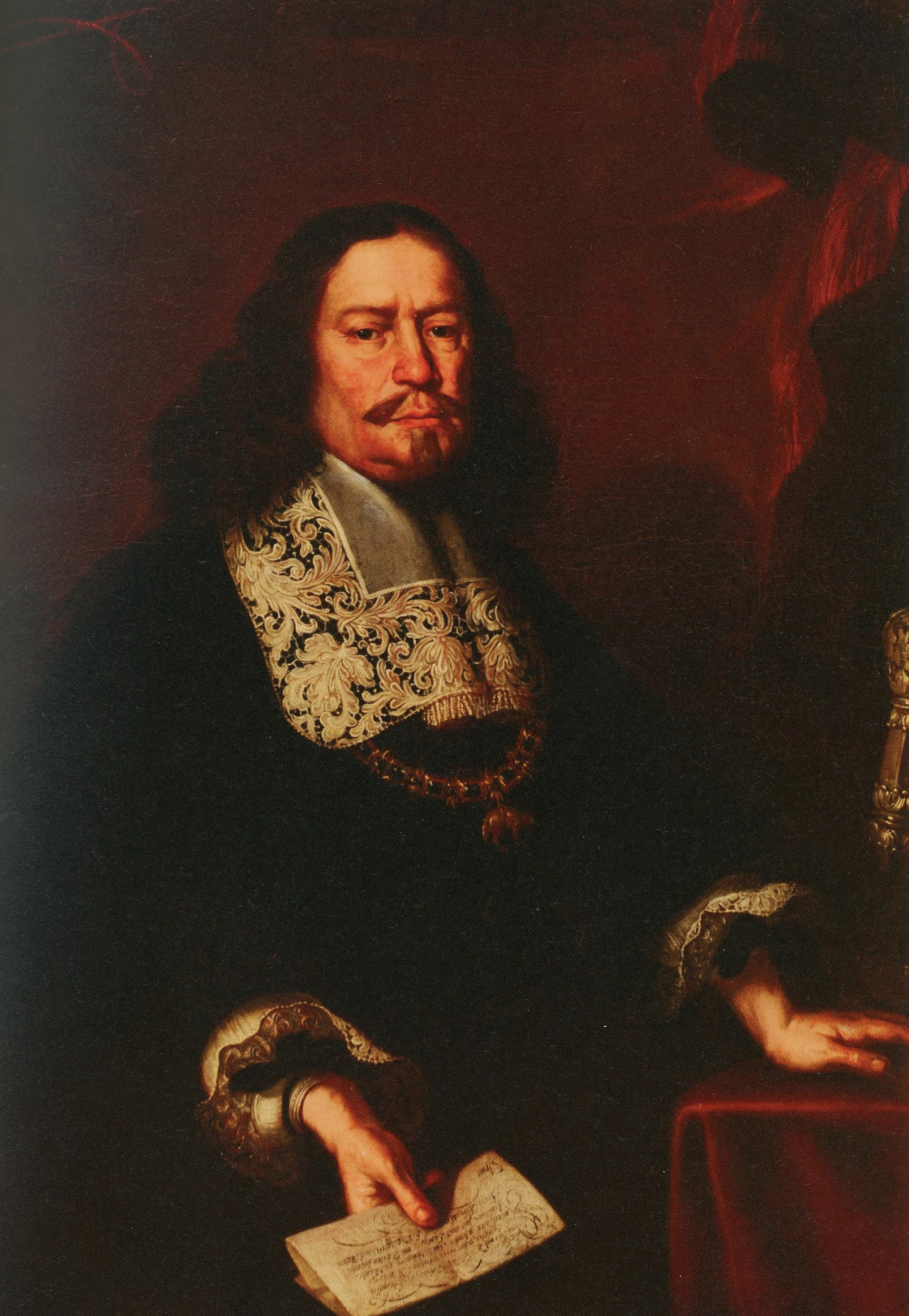
František Karel I. hrabě Kolowrat-Liebsteinský

Během 17. století se událo mnoho významných změn. Pro rod Kolowratů jsou nejdůležitější události, kdy jednotliví členové byli povyšování do českých a říšských hraběcích stavů. V roce 1629 byla mezi mužskými příslušníky všech větví rodu uzavřena rodová dohoda, ve které byla sjednána nedělitelnost majetku, udržování kláštera v Dolním Ročově, zachování erbu a rodové historie a nemísení rodové krve.
Toto období bylo bohaté na mnoho výjimečných osobností. Mnoho z nich se stalo významnými mecenáši především katolické církve. František Karel I. (1620–1700), držitel Řádu zlatého rouna během svého života finančně podporoval výstavbu mnoha církevních budov. V roce 1674 založil fideikomis sestávající z Rychnova nad Kněžnou, Černíkovic a Borohrádku. Oldřich František (1607–1650) stál u vzniku kapucínského kláštera v Sušici, podpořil založení jezuitských kolejí v Klatovech, v Březnici a v Hlohově. Kryštof Jaroslav (1604–1659) v letech 1647–1648 zajistil rozsáhlé opravy kláštera augustiniánů v Dolním Ročově.
Václav (1634–1659) je považován za největšího mecenáše celého rodu, neboť se v roce 1654 vzdal celého majetku a věnoval jej na výstavbu chrámu sv. Mikuláše a profesního domu na Malé Straně. Maximilian Norbert (1660–1721) finančně pomohl, po odchodu francouzských vojsk ze země, zajistit opravy jezuitské koleje, gymnázia a semináře v Klatovech. V neposlední řadě jmenujme poslední manželku Viléma Albrechta I. (1600–1688) Ludmilu Evu Františku (1616–1695), která odkázala v roce 1691 své diamantové šaty pražské Loretě, z nichž byla vyhotovena Paprsková monstrance známá jako Pražské slunce. Zajímavou osobností je ale i sám Vilém Albrecht I., nejvyšší hofmistr a zemský soudce, který díky své obratnosti a podnikatelskému duchu rozšířil vlastnictví Kolowratů o mnohé statky. Mimo jiné v roce 1688 založil fideikomis finanční pro primogenituru a pro sekundogenituru sestával z Týncem, Běšin a dalších statků.
Jan Vilém Vojtěch (1627–1668) zasvětil svůj život duchovní kariéře, byl několikanásobným kanovníkem a prelátem. V roce 1668 se stal dokonce pražským arcibiskupem.

### 18. století

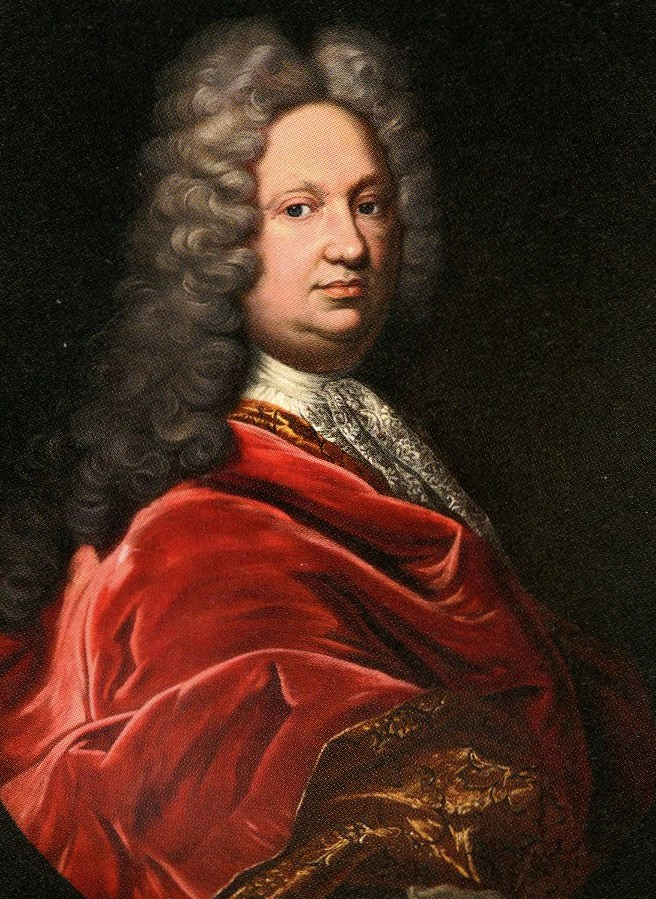
Filip Nerius hrabě Krakowský z Kolowrat

V 18. století získalo mnoho příslušníků rodu významná ocenění, stali se například držiteli cenných řádů. Několik z nich získalo dokonce řád Zlatého rouna, mezi ně můžeme zařadit Norberta Leopolda (1655–1711), celoživotního podporovatele katolické církve a císařovny Eleonory, pro kterou vykoupil Karlštejn do svého majetku. Stal se zakladatelem bohaté obrazové sbírky, kterou jeho nástupci rozšiřovali o nová umělecká díla. Dalším významným držitelem ocenění a tohoto řádu Zlatého rouna je Filip Nerius (1686–1773), zakladatel hrobské pošlosti, dlouholetý nejvyšší purkrabí českého království a zemský sudí. Dalším držitelem se stal Leopold Vilém (1727–1809), jenž získal také velkokříž uherského řádu sv. Štěpána a řádu Leopoldova. Vykonával post prvního státního a konferenčního ministra a nejvyššího česko-rakouského kancléře, byl ale také schopným podnikatelem v tabákovém a jehlovém průmyslu.
Významných ocenění se dočkal polní maršál a generál Jan Nepomuk Karel Josef (1748–1816), když za svůj život získal velkokříž řádu Leopoldova a řádu Čestné legie a vojenský řád Marie Terezie, stal se také komturem řádu Maltézských rytířů. Polním maršálem a vojenským velitelem na Moravě se stal Kajetán František (1689–1769). Generálem, polním podmaršálem, majitelem pluku „Kolowrat“ se stal Emanuel Václav (1700–1769), který byl mimo jiné také velkopřevorem řádu Maltézských rytířů.
Zmiňme ještě Viléma Albrechta II., nejvyššího kancléře království českého, který převzal dědictví po vymřelém rodu Jeníšků z Újezda a díky tomu získal mnoho statků, včetně Březnice, které zůstali v majetku rodu Kolowratů.

### 19. století

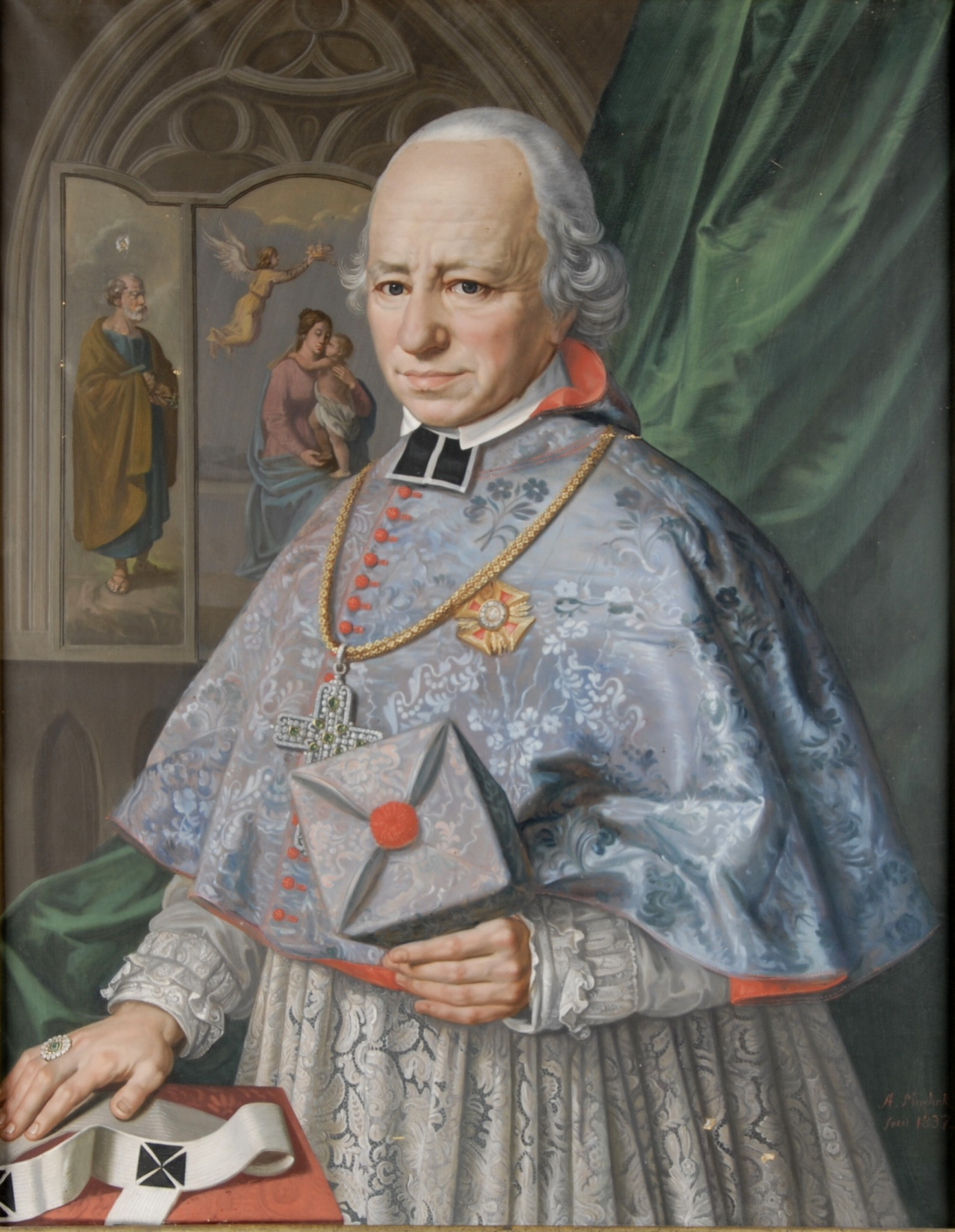
Alois Josef hrabě Krakowský z Kolowrat, svobodný pán z Újezda

Nejvýznamnějším politickým činitelem z rodu Kolowratů byl bezesporu František Antonín II. (1778–1861) držitel řádu Zlatého rouna. Stal se 1. ministerským předsedou Rakouského císařství, zastával tedy jeden z nejvýznamnějších postů rakouského císařství, když se stal de facto druhým mužem po císaři Ferdinandu I. Dlouhé 19. století poznamenalo rod Kolowratů mnoha významnými okamžiky. Členové rodu stáli u vzniku většiny národních institucí, které symbolizovaly jednotu českého národa. I v tomto období se mezi Kolowraty našli velcí mecenáši, filantropové a podporovatelé umění a kultury.
Již zmiňovaný František Antonín II., držitel mnoha ocenění, pomáhal řadě českým uměleckým a vědeckým spolkům, finančně také zajišťoval vydávání českých knih, ač sám česky hovořil jen málo. Spolu s Josefem Mariem (1746–1824) a Janem Nepomukem Karlem (1794–1872) stál u vzniku Vlasteneckého muzea (dnes Národní muzeum), kterému mimo jiné odkázal knihovnu se vzácnými tisky a sbírku minerálů. Jan Nepomuk Karel (zvaný Hanuš), rytíř řádu Maltézských rytířů, muzeu také odkázal své sbírky a březnickou knihovnu s mnoha vzácnými inkunábulemi a iluminovanými rukopisy. Nezapomínal také na podporu českých spisovatelů, finančně zajistil například Boženu Němcovou či Karla Havlíčka Borovského. Jednou z nejvyšších částek přispěl do sbírky na výstavbu Národního divadla. František Josef II. (1747–1829) stál při zrodu další významné instituce, obrazárny Společnosti vlasteneckých přátel umění (dnes Národní galerie), které daroval svou rozsáhlou obrazovou sbírku.
I v tomto období se našli příslušníci rodu, kteří se vydali cestou politické či vojenské kariéry. Vincenc Maria (1749–1824) byl držitelem řádu Zlatého rouna a mnoha dalších ocenění, stal se velkopřevorem Maltézských rytířů, ve vojenské kariéře dosáhl hodnosti velícího generála a polního podmaršála. Právě v této hodnosti velel 4. rusko-rakouské koloně pěchoty o 16 000 mužích v bitvě u Slavkova 2. prosince 1805, kdy se jeho armáda postavila císaři Napoleonu Bonapartovi. František Xaver II. (1803–1873) se stal taktéž velkopřevorem řádu Maltézských rytířů a získal řádu Leopoldův. Je znám především díky své funkci vyslance u císařského dvora. Leopold Maria (1804–1863) zasvětil celý svůj život vojenské dráze, stal se polním podmaršálem a velícím generálem, stal se dokonce guvernérem Benátek, byl oceněn mnoha řády a vyznamenáními. Z významných politiků jmenujme Leopolda Filipa (1852–1910), který se stal poslancem Českého zemského sněmu a Říšské rady.
Nezapomeňme také na duchovní, zmiňme Alois Josef (1759–1833), pomocný biskup olomoucký, biskup královéhradecký a od roku 1830 arcibiskup pražský.

### 20. století
Ve 20. století mezi ostatními vyniká svým talentem filmový producent a průkopník rakouského filmového průmyslu, automobilový a motocyklový závodník, letec Alexander Josef (1886–1927), kterému nikdo neřekl jinak než Saša. Byl držitelem záslužného kříže Františka Josefa. Po první světové válce finančně podporoval výrobu Laurin & Klement, dokonce se stal spolumajitelem této společnosti, finančně zajišťoval některé automobilové závody, spolupracoval s automobilovým designérem Ferdinandem Porschem. Pro film objevil hvězdu Marlene Dietrich a režiséra Michaela Curtize. Do dějin 20. století významně zasáhl také Sašův mladší bratr Jindřich Josef (1897–1996), jenž byl významným politikem, diplomatem, národohospodářem, protinacistický bojovníkem a mecenášem v duchu rodové tradice. Byl nositelem mnoha vyznamenání a ocenění jak za politické aktivity, tak za celoživotní dílo. Mezi dalšími držiteli řádů jmenujme Bohuslava (1876–1934), Jana (1879–1955) a Zdeňka (1881–1941).

## Pokračovatelé rodu

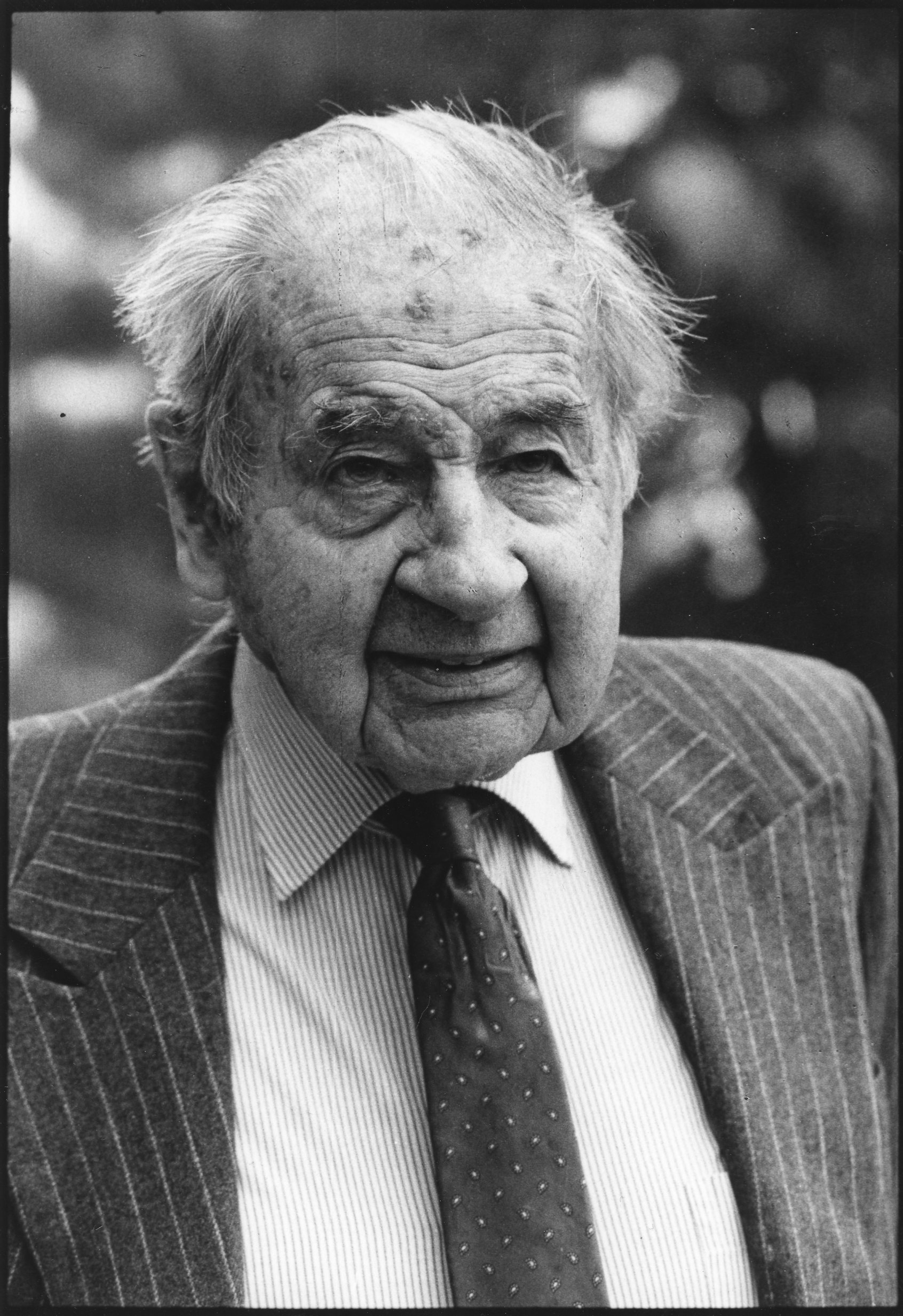
Jindřich Vilém Albrecht Pavel hrabě Krakowský z Kolowrat

Po roce 1989 se do tehdejšího Československa vrátili z exilu v USA Jindřich Kolowrat-Krakowský (1897–1996), kterého, jako jediný z potomků, doprovázel jeho nejmladší syn František Tomáš (1943–2004), aby společně restituovali rodový majetek v Československu. Po navrácení majetku pronajal Kolowratský palác Národnímu divadlu za symbolickou 1 Kč ročně. Hrabě Jindřich v roce 1996 zemřel a jediným dědicem a správcem rodového majetku stanovil Františka Tomáše.
František Tomáš zakládá s JUDr. Dominikou Kolowrat-Krakowskou, rozenou Perutkovou, rodinu a na svět přichází syn Maxmilián Alexander (*1996) a dva roky poté dcera Francesca Dominika (*1998). Po předčasném úmrtí hraběte Františka Tomáše v roce 2004 přebírá řízení a správu rodového majetku, z pozice správce majetku, paní Dominika Kolowrat-Krakowská. Ta společně se svými dětmi Maximiliánem a Francescou zakládá dne 26. února 2008 u příležitosti nedožitých pětašedesátých narozenin Františka Tomáše Nadační fond Kolowrátek. V návaznosti na historickou tradici rodu Kolowrat-Krakowských směřují aktivity také do oblasti kultury, vzdělávání a lidských práv, do podpory osob v tíživé sociální situaci a do podpory poskytování sociálních a zdravotně-sociálních služeb.
V dubnu roku 1992 byl dle restitučního zákona vrácen zámek v Rychnově nad Kněžnou včetně sbírek, zámek v Černíkovicích, a v srpnu 1992 i pozemky, tj. lesy a zemědělská půda Kryštofu Jaroslavu Kolowrat-Krakowskému-Liebsteinskému (1927–1999), který zde hospodařil do roku 1999. Nyní správu nad majetkem zajišťuje jeho syn Jan Egon  (* 1958).

## Povýšení do hraběcího stavu
Říšský hraběcí titul získal dne 15. dubna 1624 jako první Zdeněk Lev Kolowrat-Liebsteinský (1588–1640).
Do říšského hraběcího stavu byl povýšen také Zdeněk Kolowrat-Nowohradský († 1658), a to 4. října 1653.
Dne 20. července 1658 byli za své zásluhy František Karel, Jan Vilém a Leopold Oldřich, tři bratři z linie Kolowrat-Liebsteinský, povýšeni do říšského hraběcího stavu a do českého hraběcího stavu potom 8. listopadu 1660.
Z Kolowrat-Krakowských obdržel říšský hraběcí stav 25. srpna 1671 a český 14. listopadu 1674 Vilém Albrecht (1600–1688).
Ze starší větve Kolowrat-Krakowských získal dne 16. října 1700 český hraběcí stav Albrecht Jindřich (1655–1704), který nebyl dědičný.

## Významné osobnosti rodu

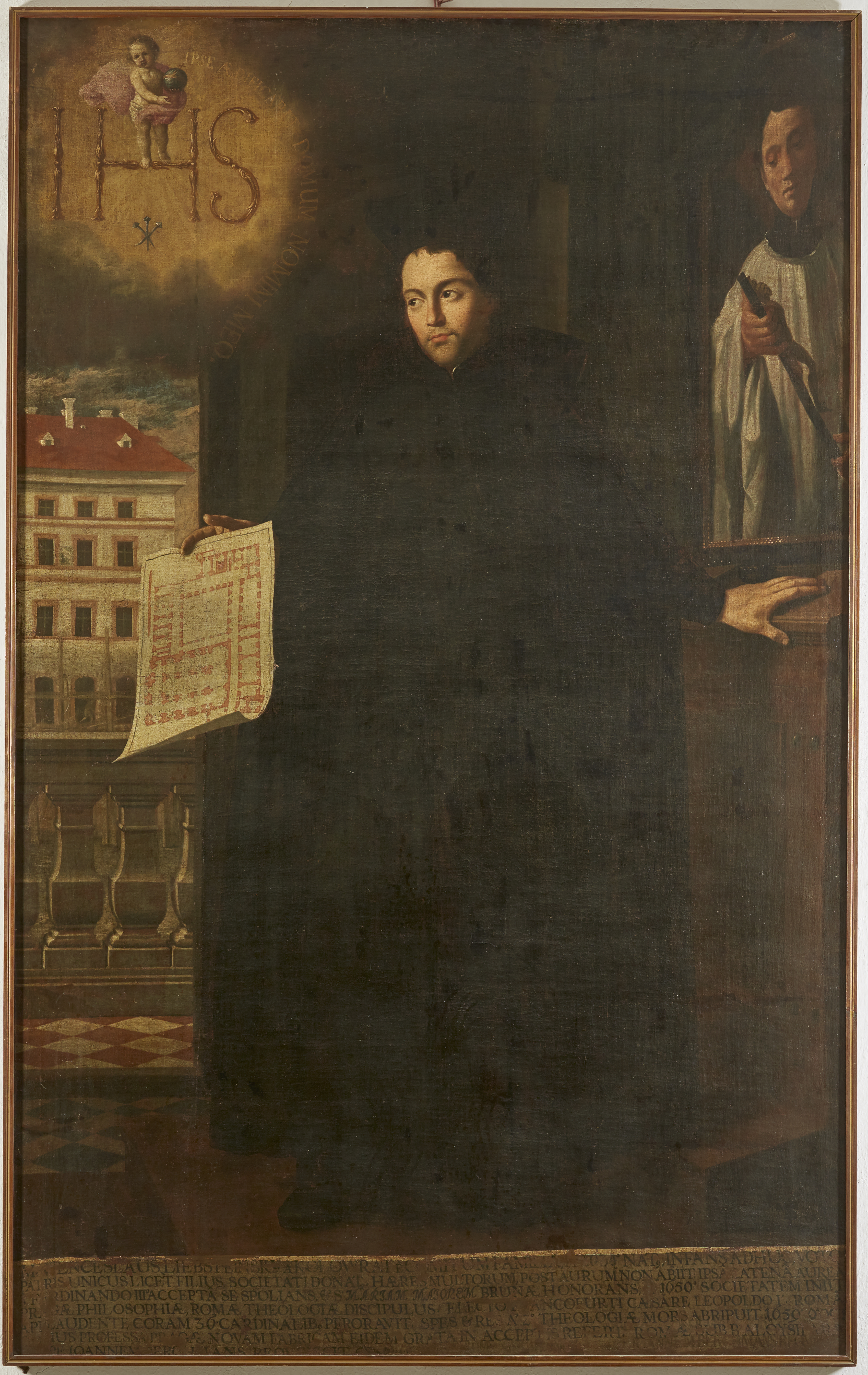
Václav hrabě Kolowrat-Liebsteinský

- Václav hrabě Kolowrat-LiebsteinskýAlbrecht starší z Kolowrat († 1391), hejtman v saském Fojtsku, maršálek královny Anny Svídnické, přísedící zemského a lenního soudu, zakladatel augustiniánského kláštera v Dolním Ročově
- Albrecht mladší z Kolowrat (uváděn 1369–1416), hejtman v saském Fojtsku, hejtman loketského kraje, přísedící zemského a lenního soudu, soudce hrdelního soudu, spoluzakladatel augustiniánského kláštera v Dolním Ročově
- Hanuš I. z Kolowrat (uváděn 1390–1450), hejtman měst pražských a jeden ze šesti dočasných správců českého království
- Albrecht I. z Kolowrat (uváděn 1422–1470), přísedící zemského a lenního soudu, pán na hradě Krakovci
- Hanuš II. z Kolowrat (uváděn 1430–1483), administrátor Pražského arcibiskupství, dárce Kolowratského plenáře do Svatovítského pokladu, mecenáš
- Jiří Bezdružický z Kolovrat († 1526 nebo 1528),  nejvyšší zemský sudí
- Václav Bezdružický z Kolowrat (1457 – před 1539), nejvyšší dvorský sudí
- Albrecht II. z Kolowrat a na Libštejně (uváděn 1463–1510), nejvyšší kancléř a komoří Českého království
- Jindřich Albrecht z Kolowrat a z Krakovce (uváděn 1479–1530), hejtman rakovnického kraje, nejvyšší dvorský sudí
- Albrecht II. z Kolowrat (uváděn 1503–1542), hejtman rakovnického kraje
- Jan Krakowský z Kolowrat (uváděn 1530–1555), hejtman rakovnického kraje
- Jan Bezdružický z Kolowrat (uváděn 1534–1604), prezident rady nad apelacemi, hejtman chrudimského kraje
- Kryštof Jindřich Krakowský z Kolowrat (uváděn 1549–1596), hejtman rakovnického kraje
- Albrecht Libštejnský z Kolowrat (1583–1648), císařský komorník, místokancléř Českého království
- Zdeněk Lev Libštejnský z Kolowrat (1588–1640), v roce 1624 povýšen do hraběcího stavu, císařský komorník a rada, hejtman Litoměřického kraje a Boleslavského kraje, podkomoří králové v Čechách
- Vilém Jindřich Bezdružický z Kolowrat (1589–1642), císařský komorník a rada, hejtman Chrudimského kraje, podkomoří králové v Čechách
- Bohuslav Jiří Krakowský z Kolowrat (1596–1638/41), komoří a císařský rada, přísedící komorního a lenního dvorského soudu
- Vilém Albrecht I. Krakowský z Kolowrat (1600–1688) Nejvyšší hofmistr a zemský soudce Českého království
- Kryštof Jaroslav Krakowský z Kolowrat (1604–1659), císařský rada, přísedící dvorského lenního a komorního soudu
- Oldřich František Libštejnský z Kolowrat (1607–1650), nejvyšší purkrabí Českého království, nejvyšší hofmistr Českého království, císařský tajný rada
- František Karel I. Libštejnský z Kolowrat (1620–1700), držitel řádu zlatého rouna, zemský a krajský hejtman, prezident nad apelacemi, mecenáš

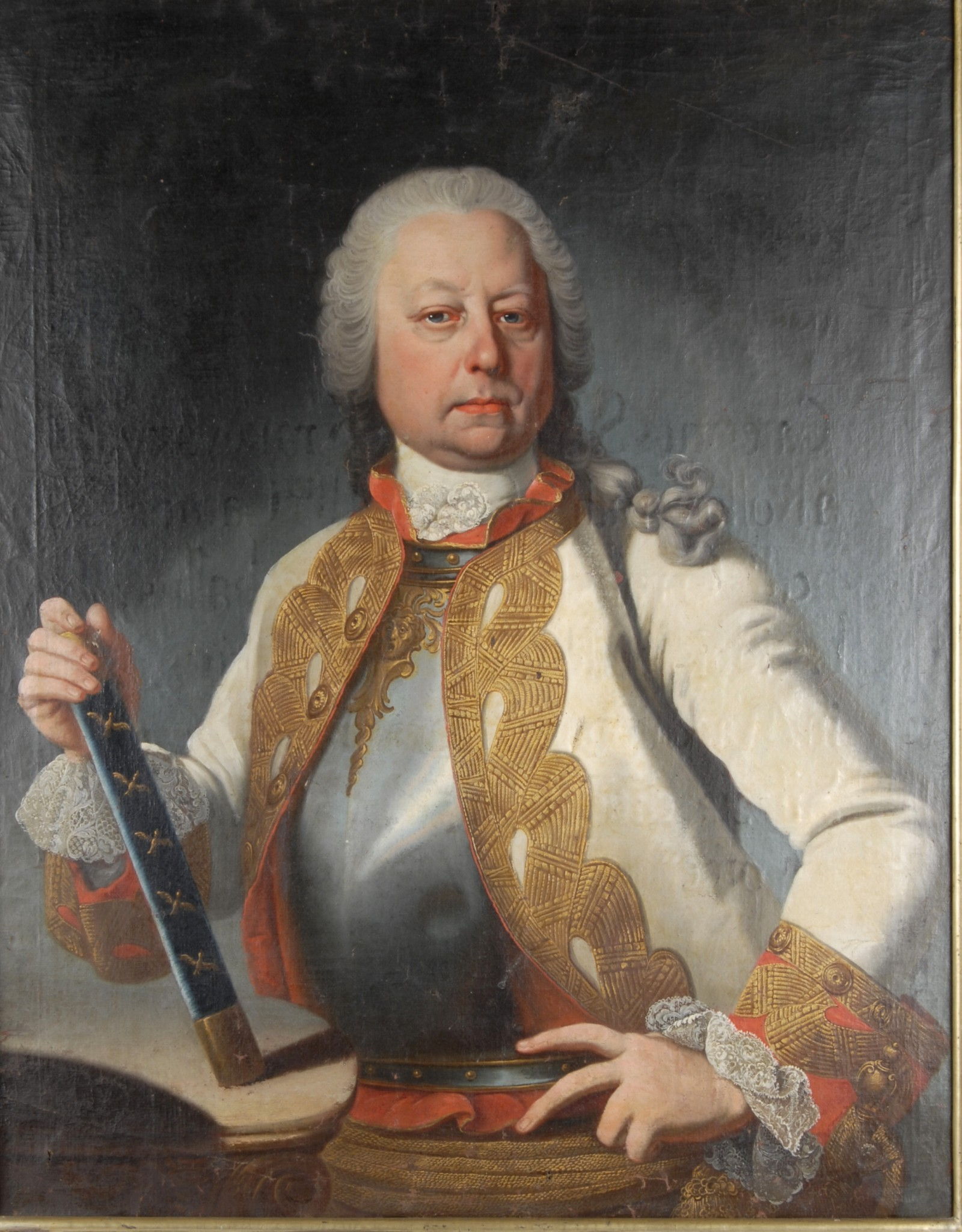
Kajetán František hrabě Krakowský z Kolowrat

- Kajetán František hrabě Krakowský z KolowratJan Vilém Vojtěch Libštejnský z Kolowrat (1627–1668), jmenovaný arcibiskup pražský, velmistr Řádu křižovníků s červenou hvězdou
- Václav Libštejnský z Kolowrat (1634–1659), jezuita, mecenáš, kanovník, vzdělanec
- Jan František Krakowský z Kolowrat (1649–1723), 1. uživatel peněžního fideikomisu, komoří, skutečný tajný rada a přísedící zemského soudu, nejvyšší kancléř království českého a královský komisař
- Albrecht Jindřich Krakowský z Kolowrat (1655–1704), povýšen do českého hraběcího stavu, komoří, skutečný tajný rada, hejtman rakovnického kraje
- Norbert Leopold Libštejnský z Kolowrat (1655–1716), držitel řádu zlatého rouna, císařský vyslanec u braniborského kurfiřta, mecenáš
- Maximilián Norbert Krakowský z Kolowrat (1660–1721), skutečný tajný rada, nejvyšší zemský komorník Českého království a prezident apelačního soudu v Čechách, místodržitel pražský, mecenáš
- Vilém Albrecht II. Krakowský z Kolowrat (1678–1738), nejvyšší kancléř českého královského dvora, 3. uživatel fideikomisu
- Filip Nerius Krakowský z Kolowrat, (1688–1773), držitel řádu zlatého rouna, nejvyšší purkrabí a zemský sudí Českého království
- Kajetán František Krakowský z Kolowrat (1689–1769), polní maršál, vojenský velitel na Moravě
- Jan Josef Hyacint Krakovský z Kolovrat (1692–1766), vyslanec saského kurfiřta v Madridu
- Emanuel Václav Krakowský z Kolowrat (1700–1769), generál, polní podmaršál, majitel pluku dragounů „Kolowrat“, velkopřevor řádu Maltézských rytířů
- Prokop Jan Krakowský z Kolowrat (1718–1774), 4. uživatel fideikomisu, komoří a skutečný tajný rada, nejvyšší dvorský lenní soudce, nejvyšší zemský soudce
- Leopold Vilém Krakowský z Kolowrat (1727–1809), držitel Řádu zlatého rouna, první státní a konferenční ministr, nejvyšší kancléř česko-rakouský, držitel velkokřížů
- Jan Nepomuk Karel Krakovský z Kolovrat (1748–1816), komoří a skutečný tajný rada, rakouský generál v hodnosti polního maršála, dvorský válečný rada, držitel vojenských ocenění, komtur Řádu Maltézských rytířů
- Vincenc Maria Libštejnský z Kolowrat (1749–1824), držitel Řádu zlatého rouna, velkopřevor Maltézských rytířů, velící generál, polní podmaršál, nositel vojenských ocenění

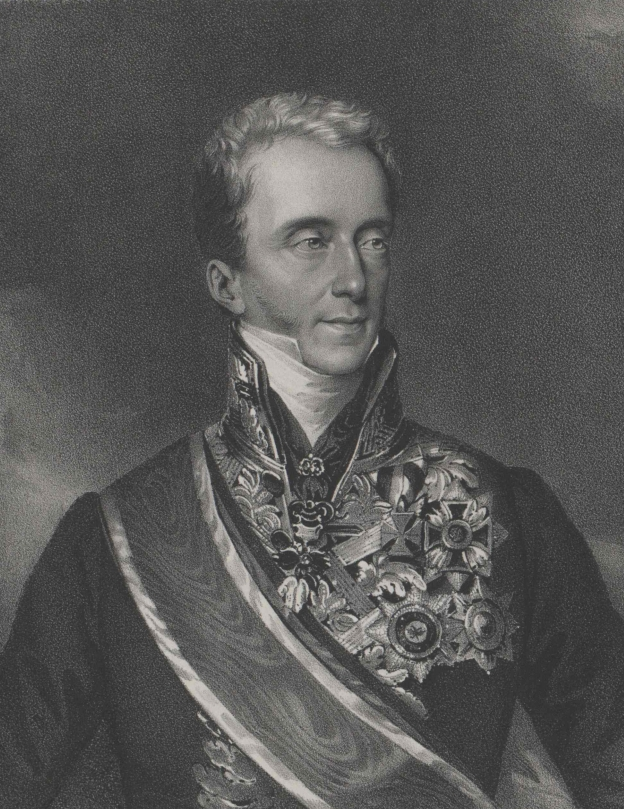
František Antonín II. hrabě Kolowrat-Liebsteinský

- Filip František Krakowský z Kolowrat (1756–1836), podkomoří králové v Čechách
- Alois Josef Krakowský z Kolowrat (1759–1833), pomocný olomoucký biskup, královéhradecký biskup, arcibiskup pražský
- František Antonín II. z Libštejnský z Kolowrat (1778–1861), držitel Řádu zlatého rouna, 1. ministerský předseda Rakouského císařství, nejvyšší purkrabí Českého království, zakladatel Národního muzea, mecenáš, nositel vojenských ocenění
- František Xaver I. Krakowský z Kolowrat (1783–1855), komoří, podplukovník
- Jan Nepomuk Karel (zv. Hanuš) Krakowský z Kolowrat (1794–1872)[6], vlastenec a filantrop, mecenáš Matice české a Národního musea Království českého, rytíř Řádu Maltézských rytířů, rytíř Leopoldova řádu
- František Xaver II. Krakowský z Kolowrat (1803–1873), velkopřevor řádu Maltézských rytířů, vyslanec u císařského dvora, rytíř Leopoldova řádu
- Leopold Maria Krakowský z Kolowrat (1804–1863), polní podmaršál, velící generál, guvernér Benátek, držitel vojenských ocenění
- Zdeněk starší Krakowský-Liebsteinský z Kolowrat (1836–1892), poslanec českého zemského sněmu, mecenáš, historik, spisovatel
- Leopold Filip Krakowský z Kolowrat (1852–1910), poslanec říšské rady a českého sněmu, rytíř řádu Železné koruny druhé třídy
- Bohuslav Krakowský-Liebsteinský z Kolowrat (1876–1934), čestný rytíř Maltézského řádu, poslanec českého zemského sněmu a zemské rady, skladatel, mecenáš
- Hanuš Kolowrat-Krakowský-Liebsteinský (1879–1955), diplomat a legační sekretář ministerstva zahraničí ve Vídni, vlastenec
- Zdeněk mladší Krakowský-Liebsteinský z Kolowrat (1881–1941), hospodář, historik, vlastenec
- Alexander Joseph Kolowrat-Krakowský (1886–1927), rakouský průkopník filmu, filmový producent a automobilový závodník, rytíř řádu Františka Josefa
- Berta Jindřiška Krakowská z Kolowrat (1890–1982), manželka Jeronýma Colloredo-Mannsfelda
- Bedřich Leopold Krakowský z Kolowrat (1893–1920), nadporučík hulánského pluku
- Jindřich Josef Kolowrat-Krakowský (1897–1996), čs. velvyslanec v Turecku, diplomat, politik, nositel vojenských a čestných ocenění
- Kryštof Jaroslav Kolowrat Krakowský Liebsteinský (1927–1999), hospodář, restituent zámku v Rychnově nad Kněžnou
- František Tomáš Kolowrat-Krakowský (1943–2004), nejmladší syn Jindřicha (1897–1996), kameraman, pokračovatel správy rodového majetku
- Jan Egon Kolowrat-Krakowský-Liebsteinský (* 1958), majitel zámků Rychnov nad Kněžnou a Černíkovice
- Samantha Kolowratová (* 1996), profesionální hokejistka hrající ženskou NHL

## Majetek rodu Kolovratů

### Současný majetek

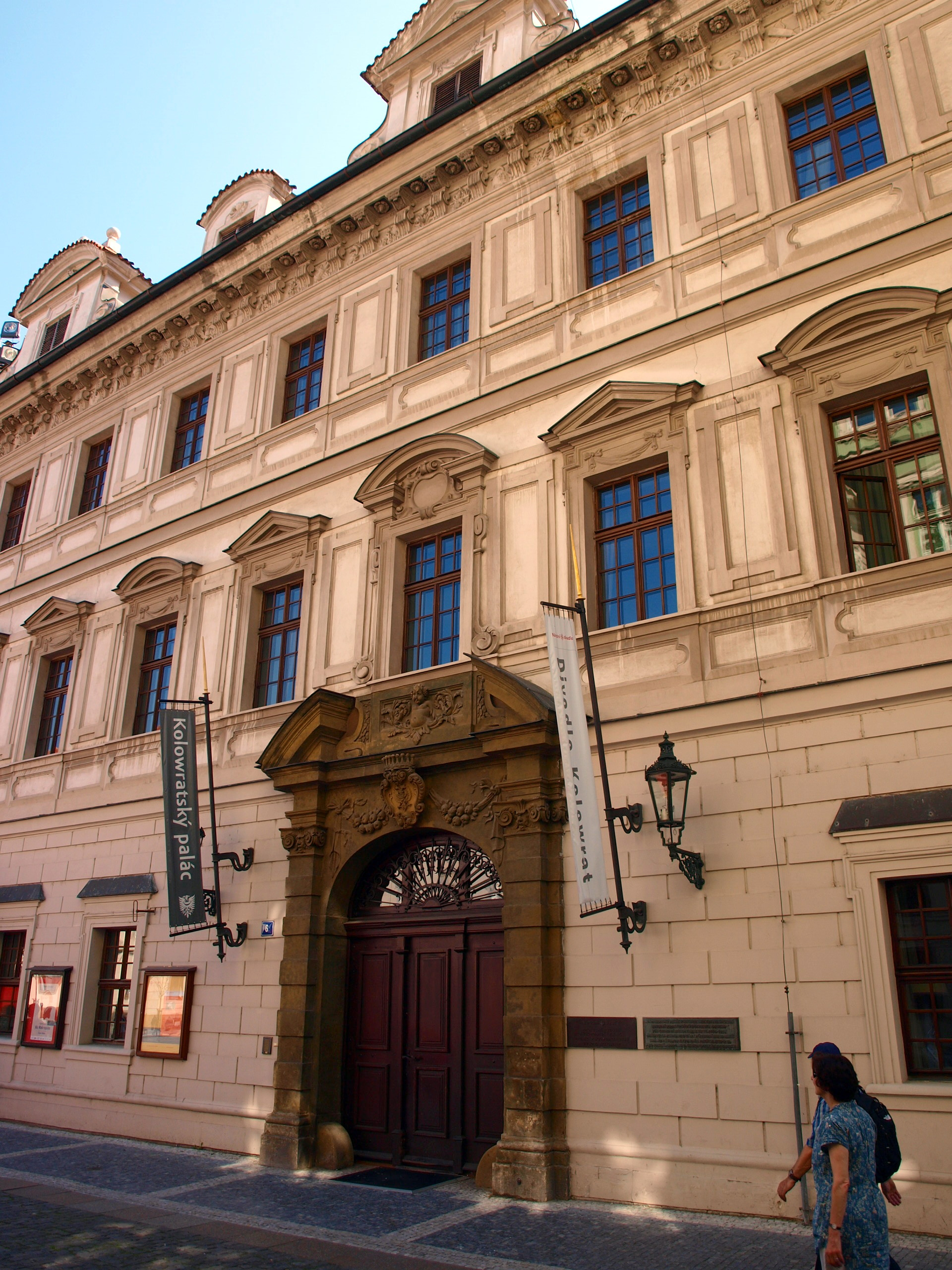
Kolowratský palác (Ovocný trh)
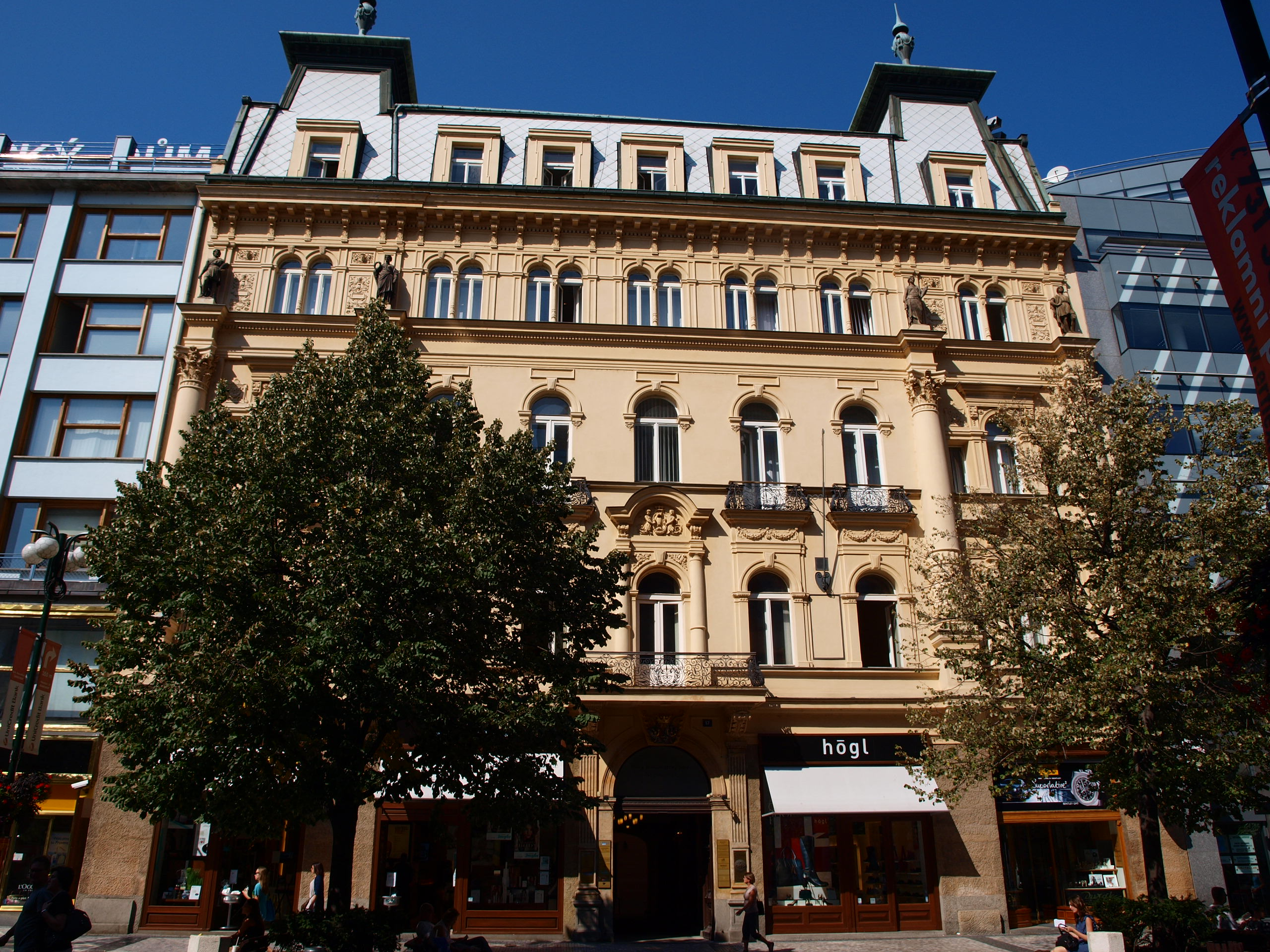
Nový Kolowratský palác (Na Příkopě)
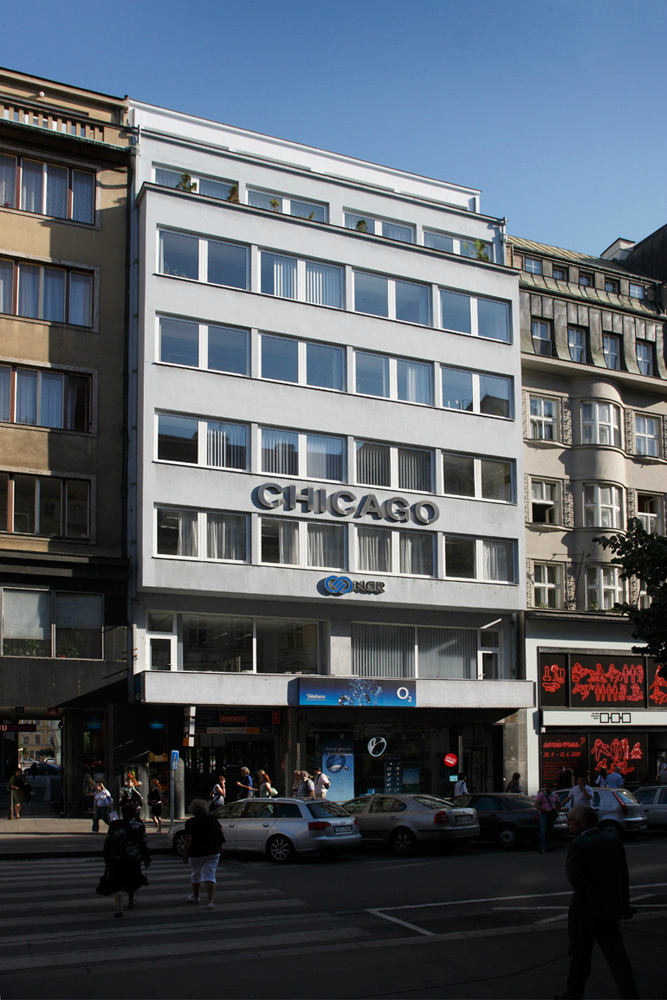
Palác Chicago
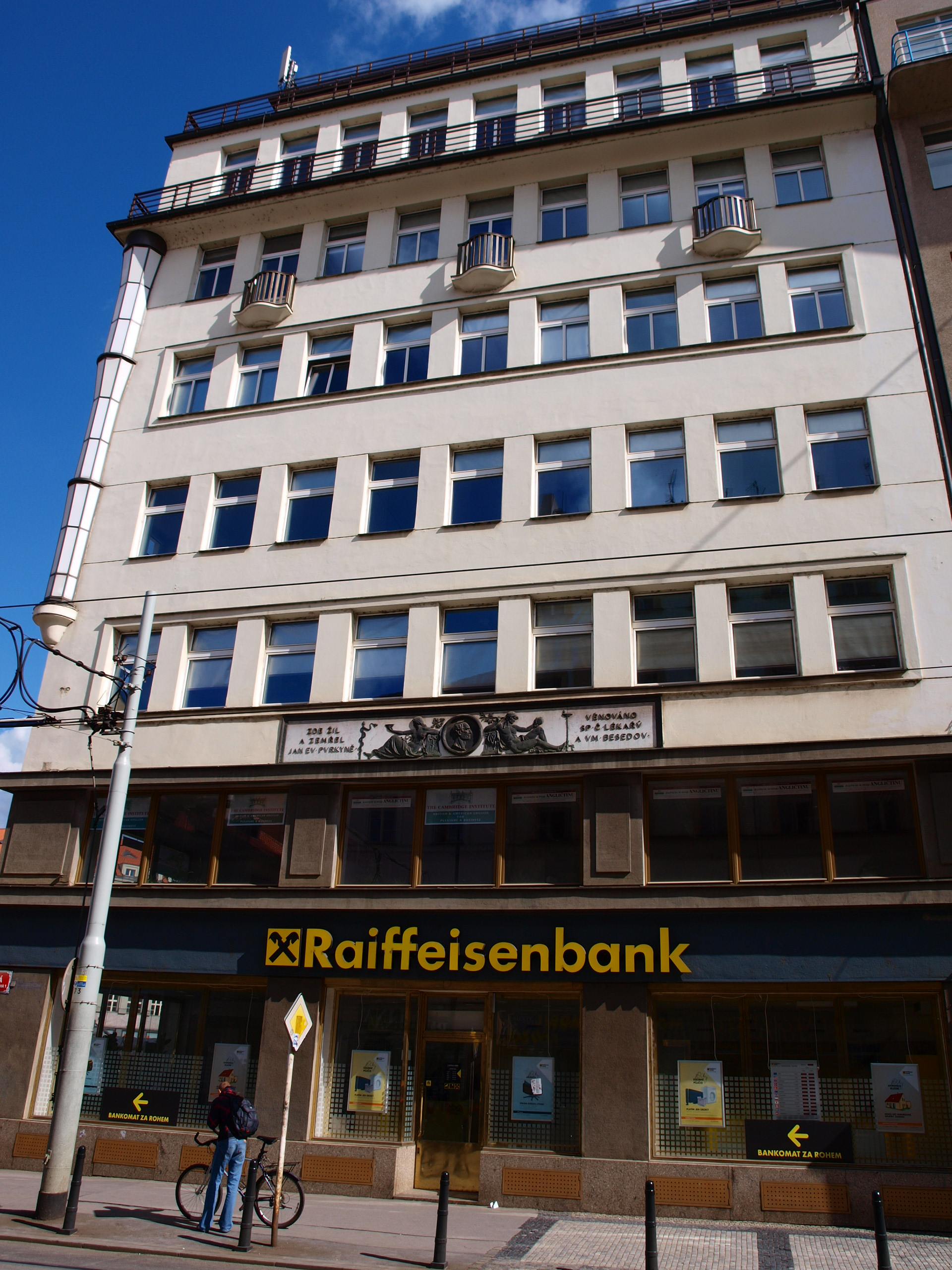
Palác Purkyňova
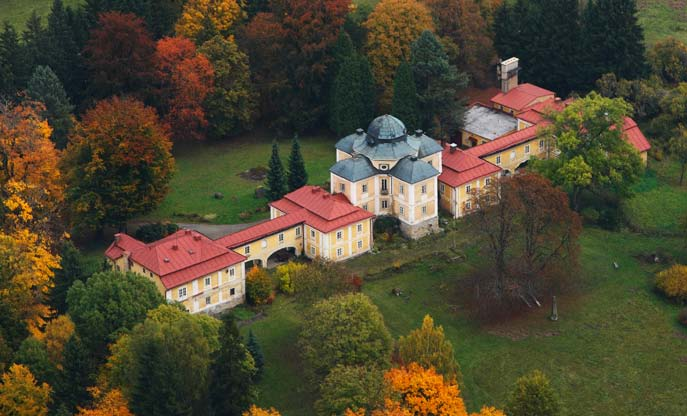
Lovecký zámek Diana
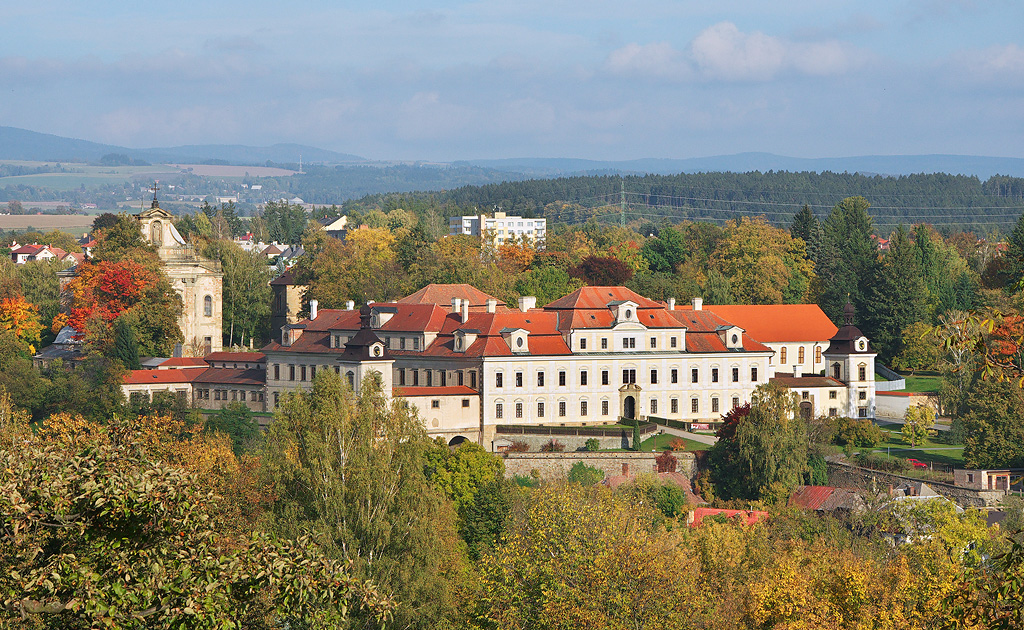
Zámek Rychnov nad Kněžnou
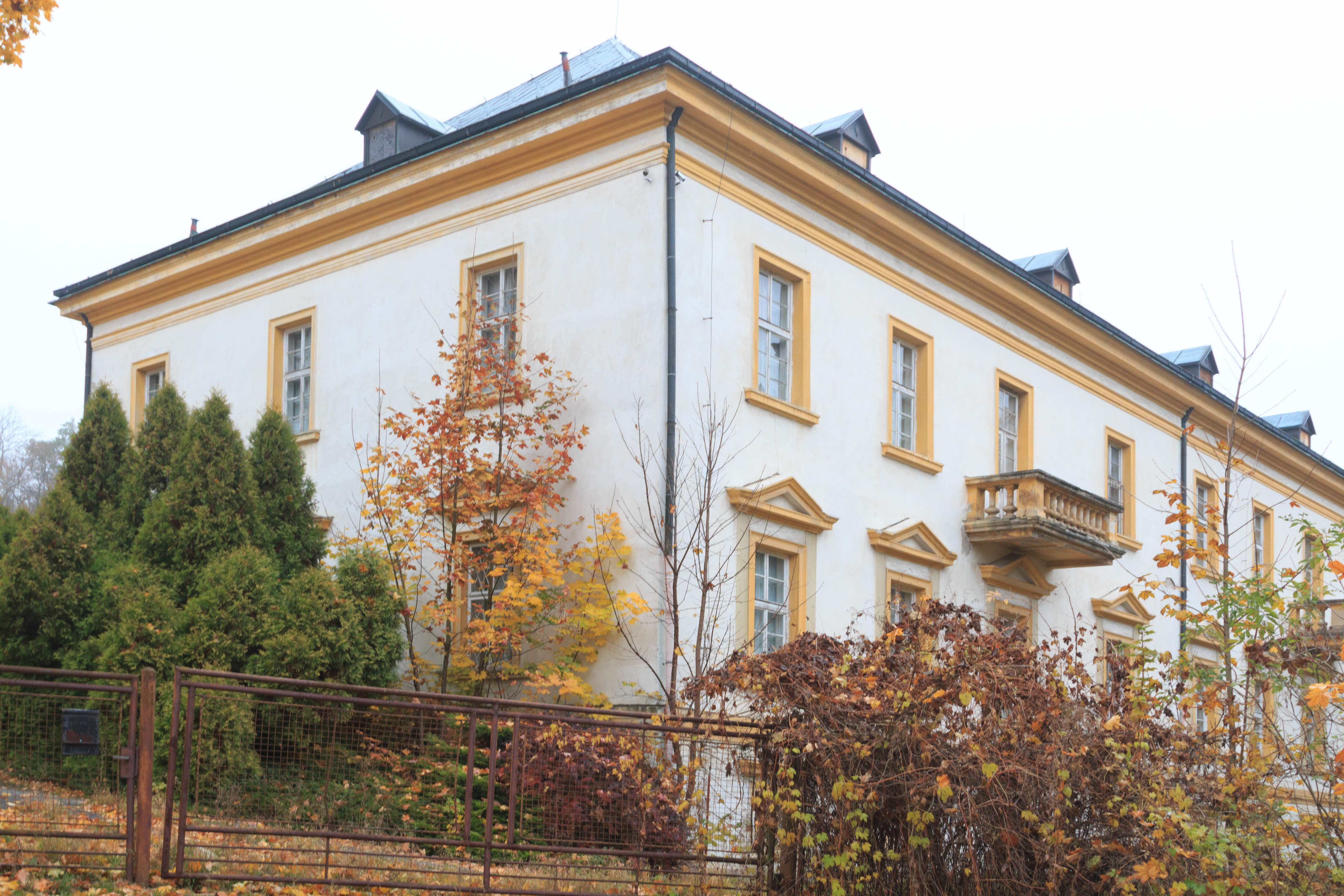
Zámek Černíkovice

#### Pražské paláce (Kolowratovy domy)
Mezi pražské nemovitosti, které byly po roce 1989 vráceny rodu Kolowrat-Krakowských a které jsou označovány souhrnným názvem Kolowratovy domy, patří Kolowratský palác na Ovocném trhu, Nový Kolowratský palác na Příkopech a Palác Chicago na Národní třídě. V roce 2010 se součástí Kolowratových Domů stal rovněž Palác Purkyňova. Kolowratovy domy se nachází přímo v historickém centru Prahy.

#### Kolowratovy lesy
Lesní hospodářský celek (LHC) Kolowratovy lesy se nachází na Plzeňsku a v oblasti Orlických hor a jejich podhůří. Obhospodařovaný majetek o výměře 14 tisíc hektarů je rozdělen do několika částí. Polesí Diana nalezneme v okrese Tachov v srdci Chráněné krajinné oblasti Český les a polesí Týnec v okrese Klatovy. Tato lesní správa má sídlo v centru panství, v obci Diana u Rozvadova. Správa Kolowratových lesů ležících v oblasti Orlických hor je umístěna na zámku v Rychnově nad Kněžnou.

### Majetky vminulosti

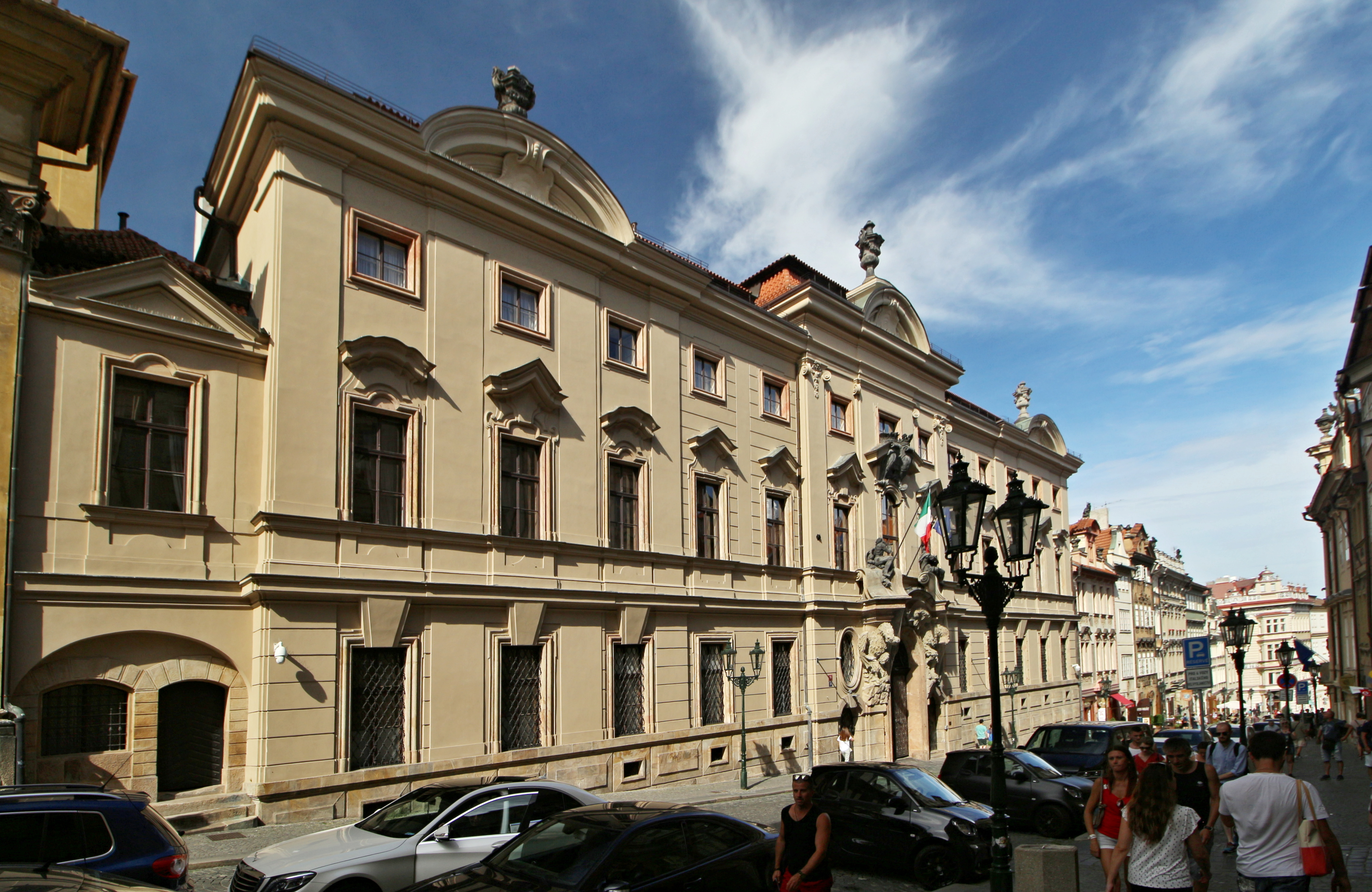
Kolovratský palác v Nerudově ulici v Praze
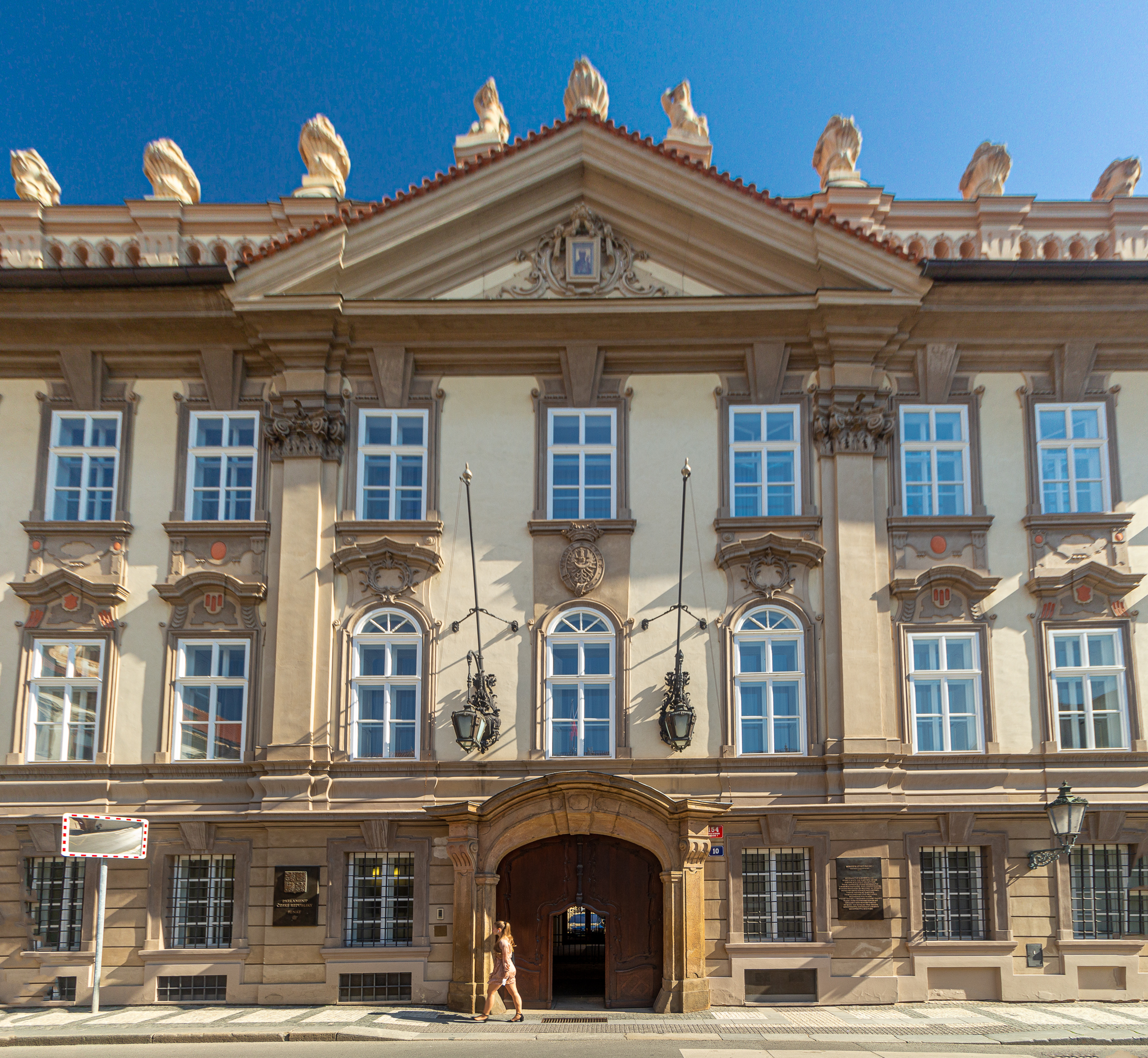
Kolovratský palác ve Valdštejnské ulici v Praze
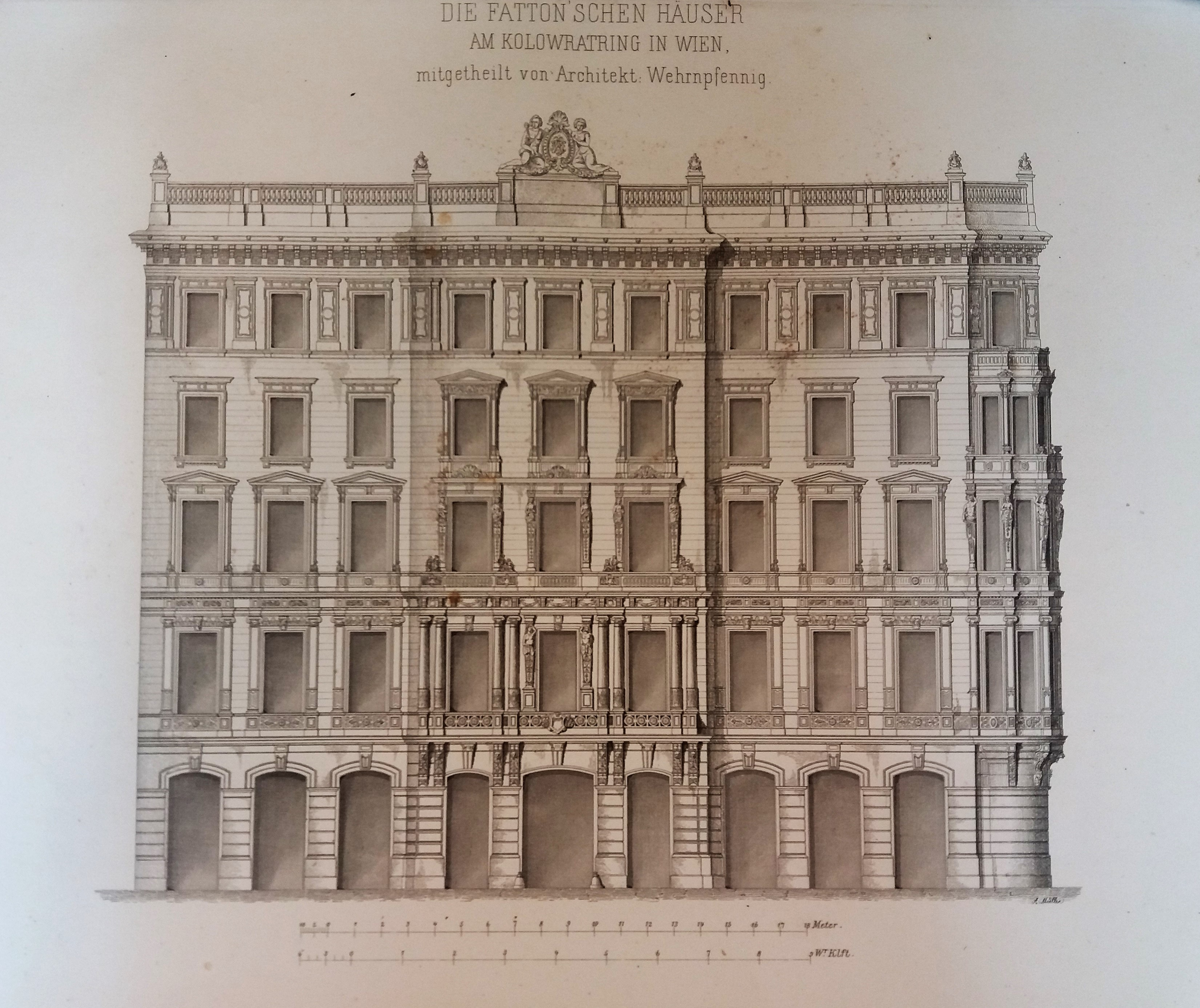
Kolowratský palác (Vídeň, Kolowratring)
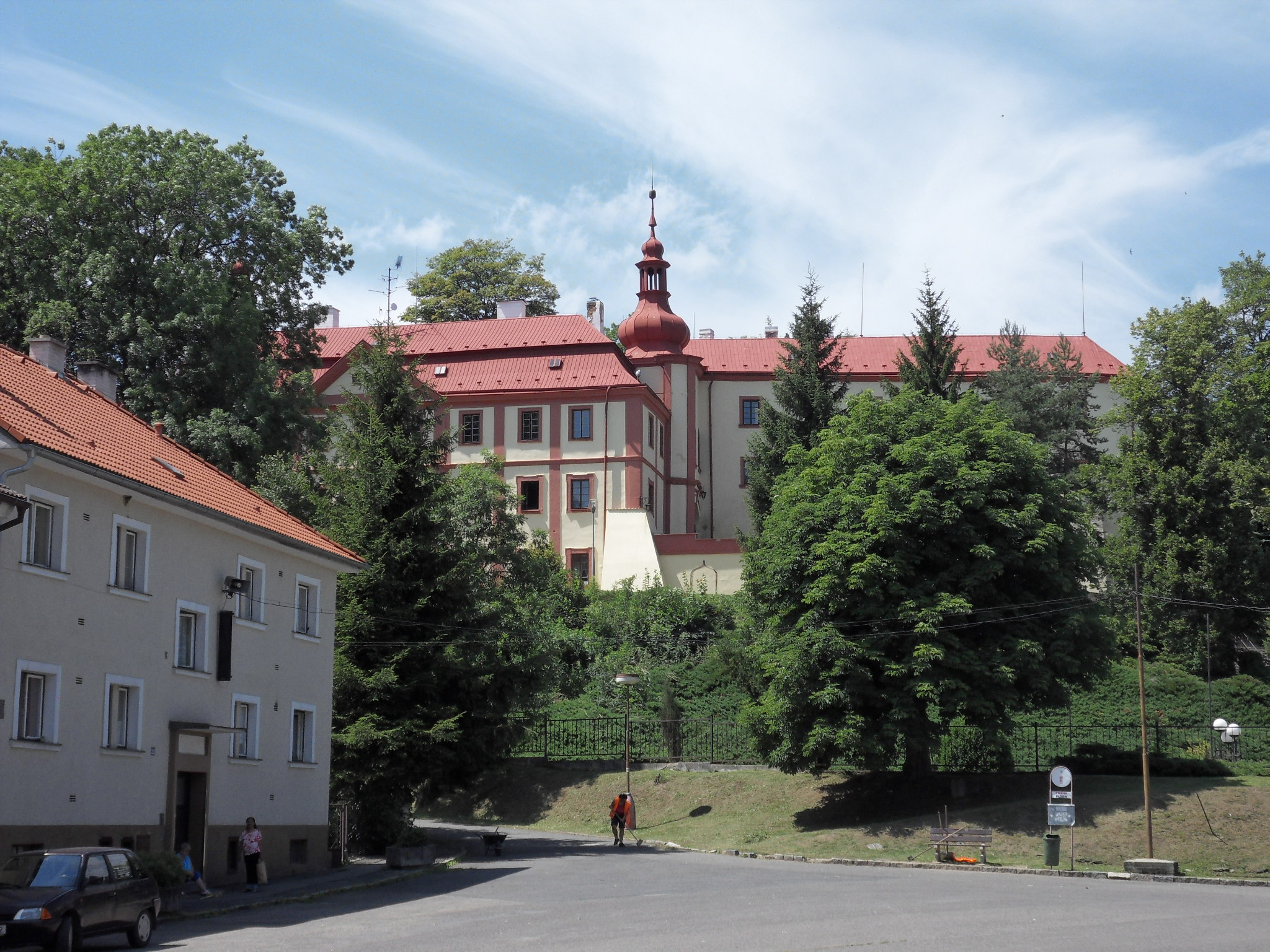
Zámek Bezdružice
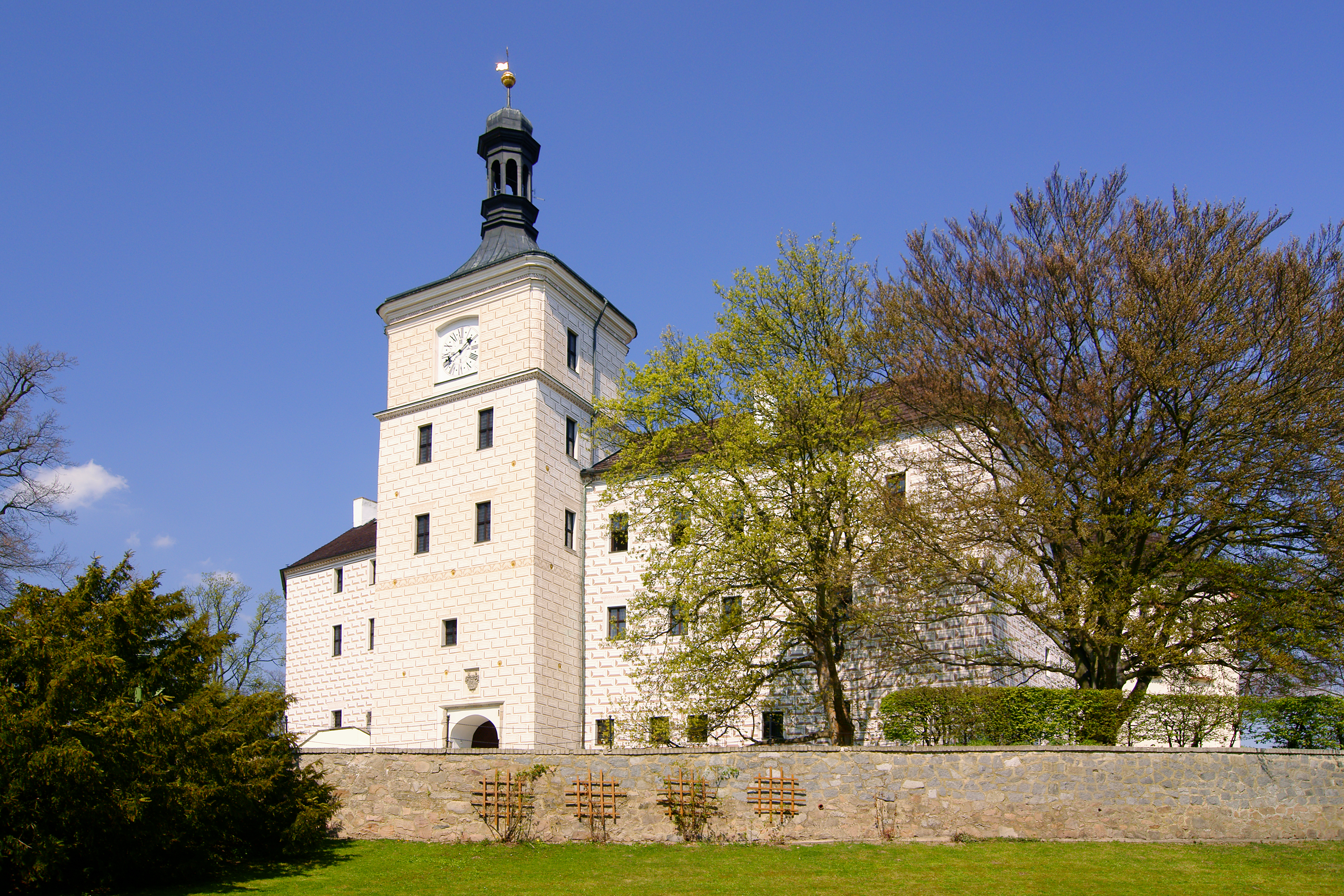
Zámek Březnice
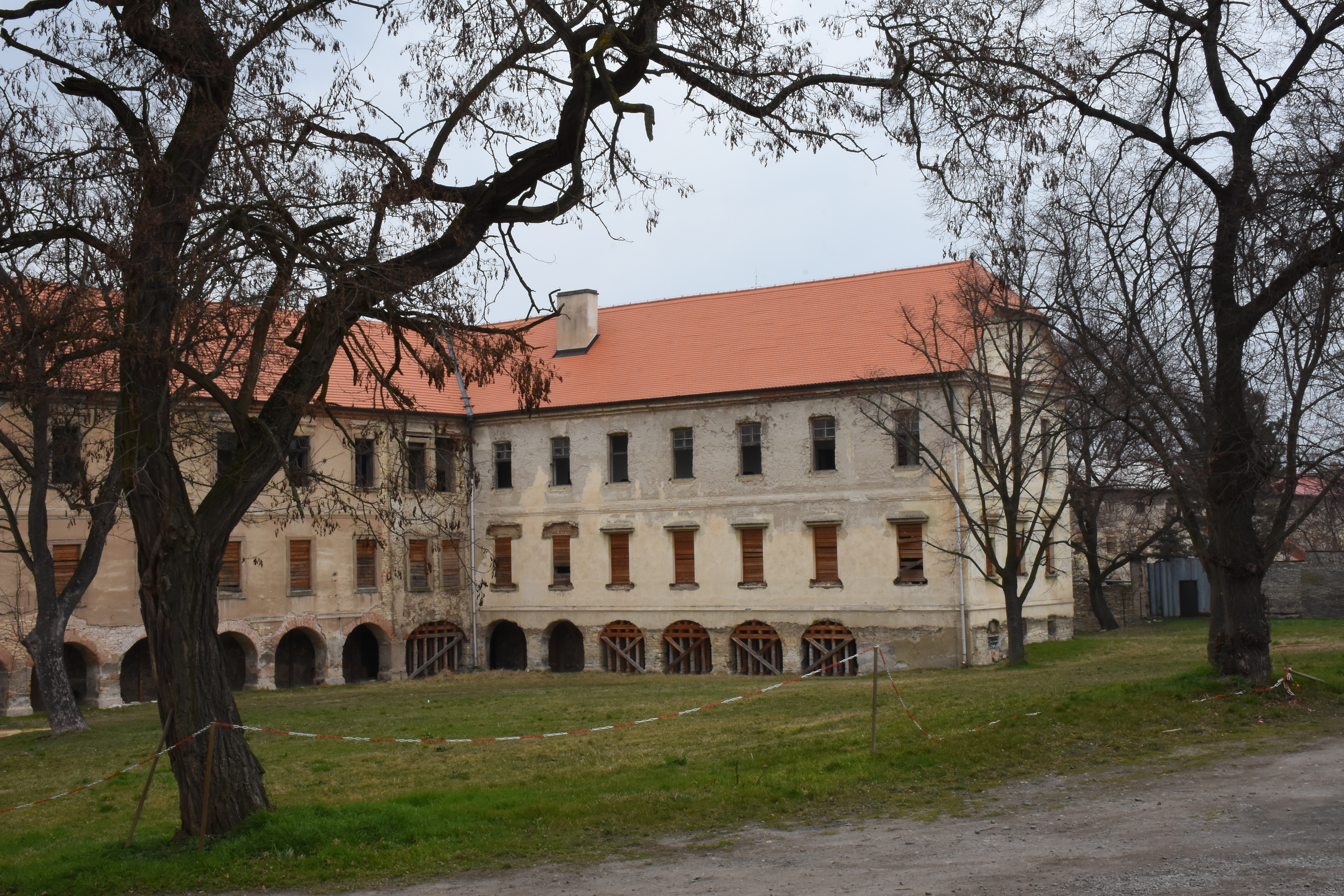
Zámek Buštehrad
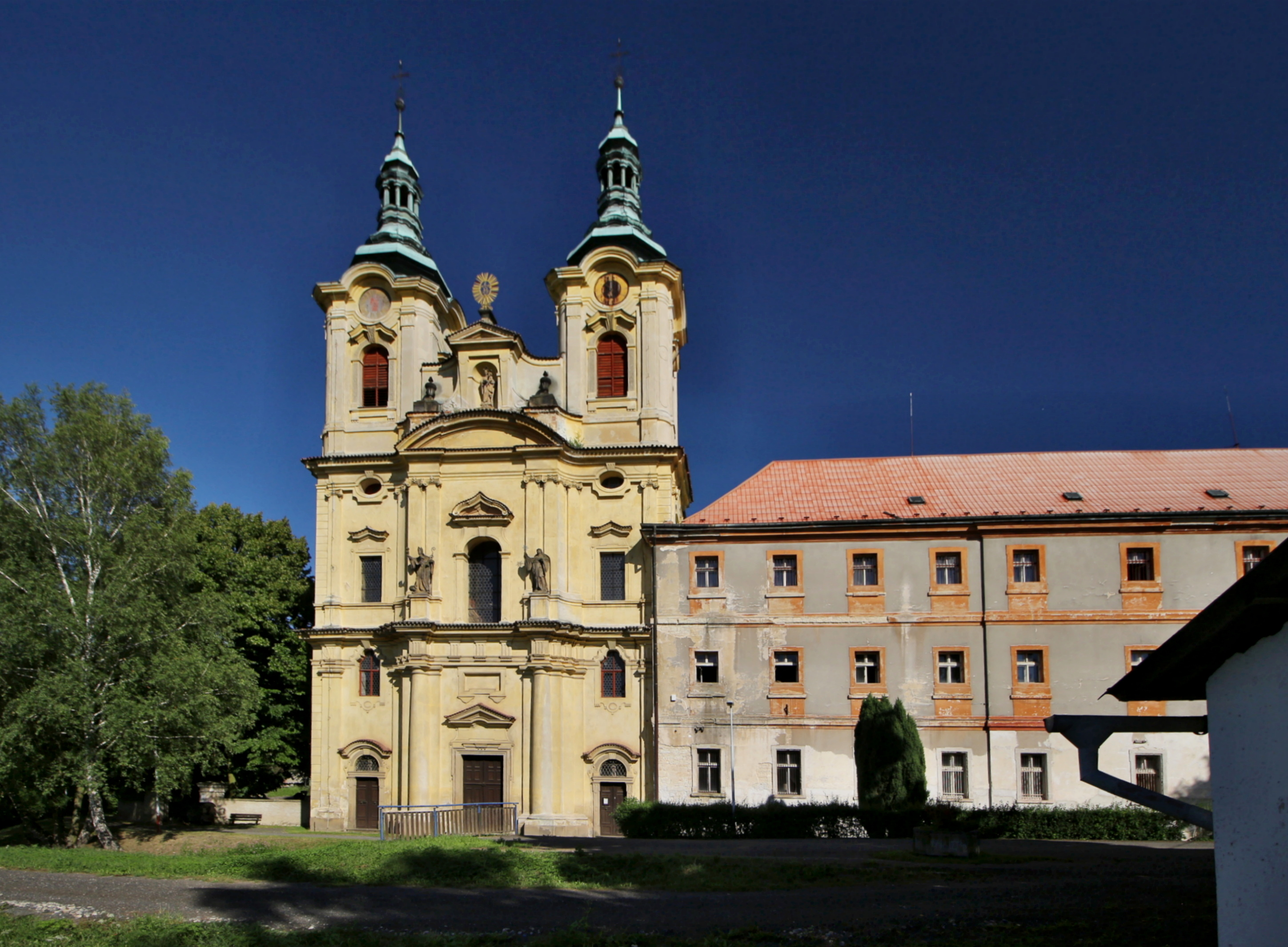
Klášter v Dolním Ročově
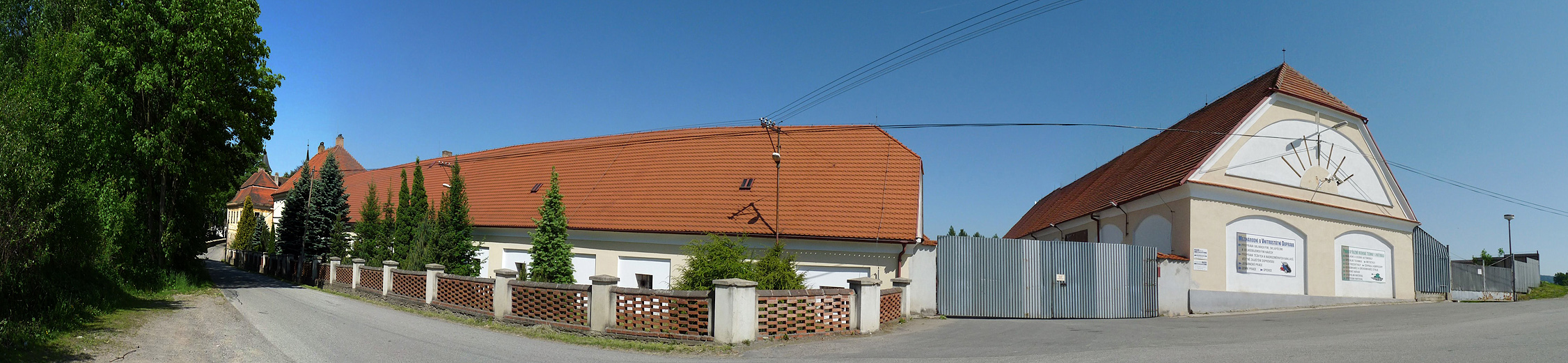
Zámek Hroby
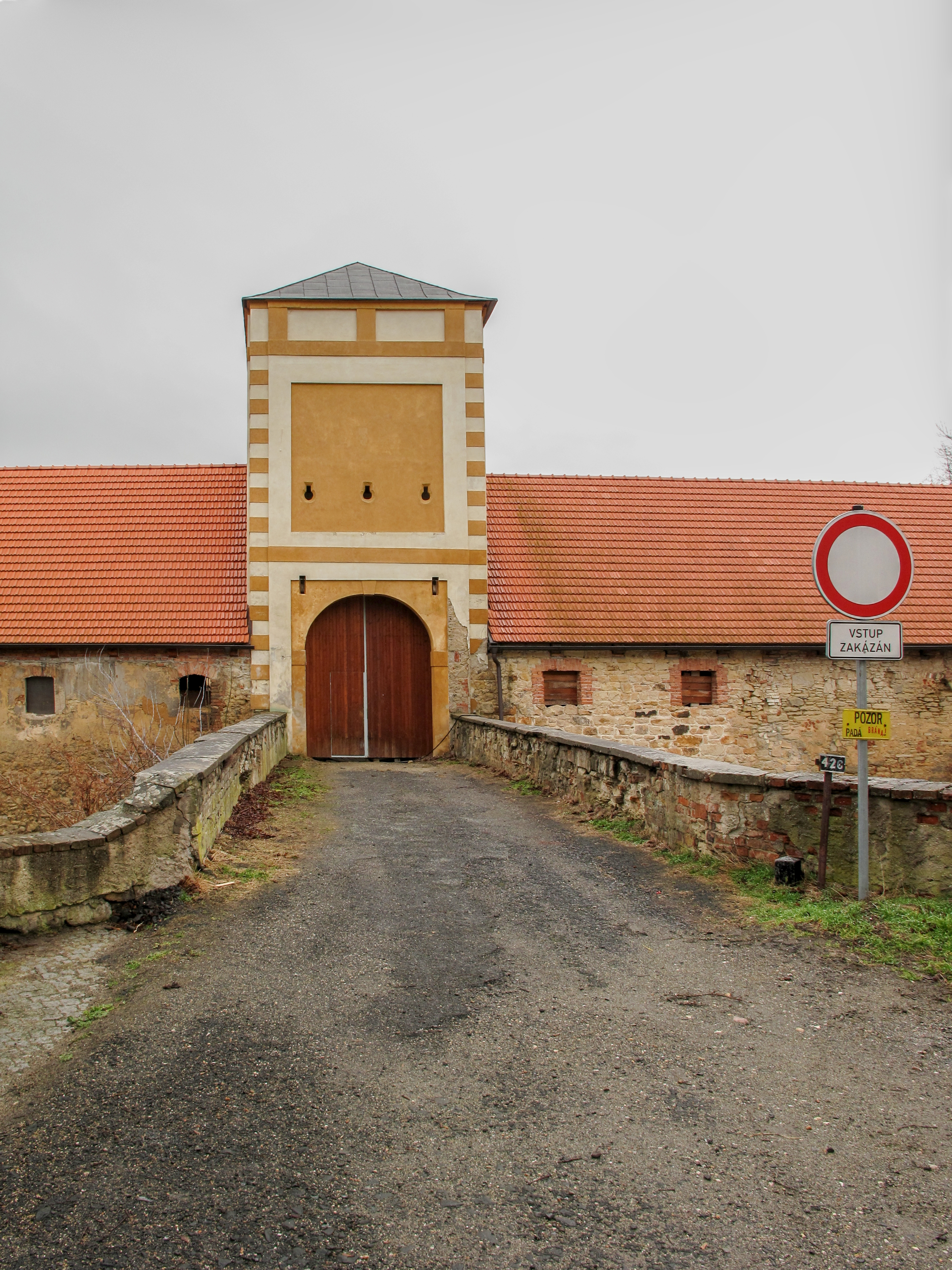
Zámek Košátky
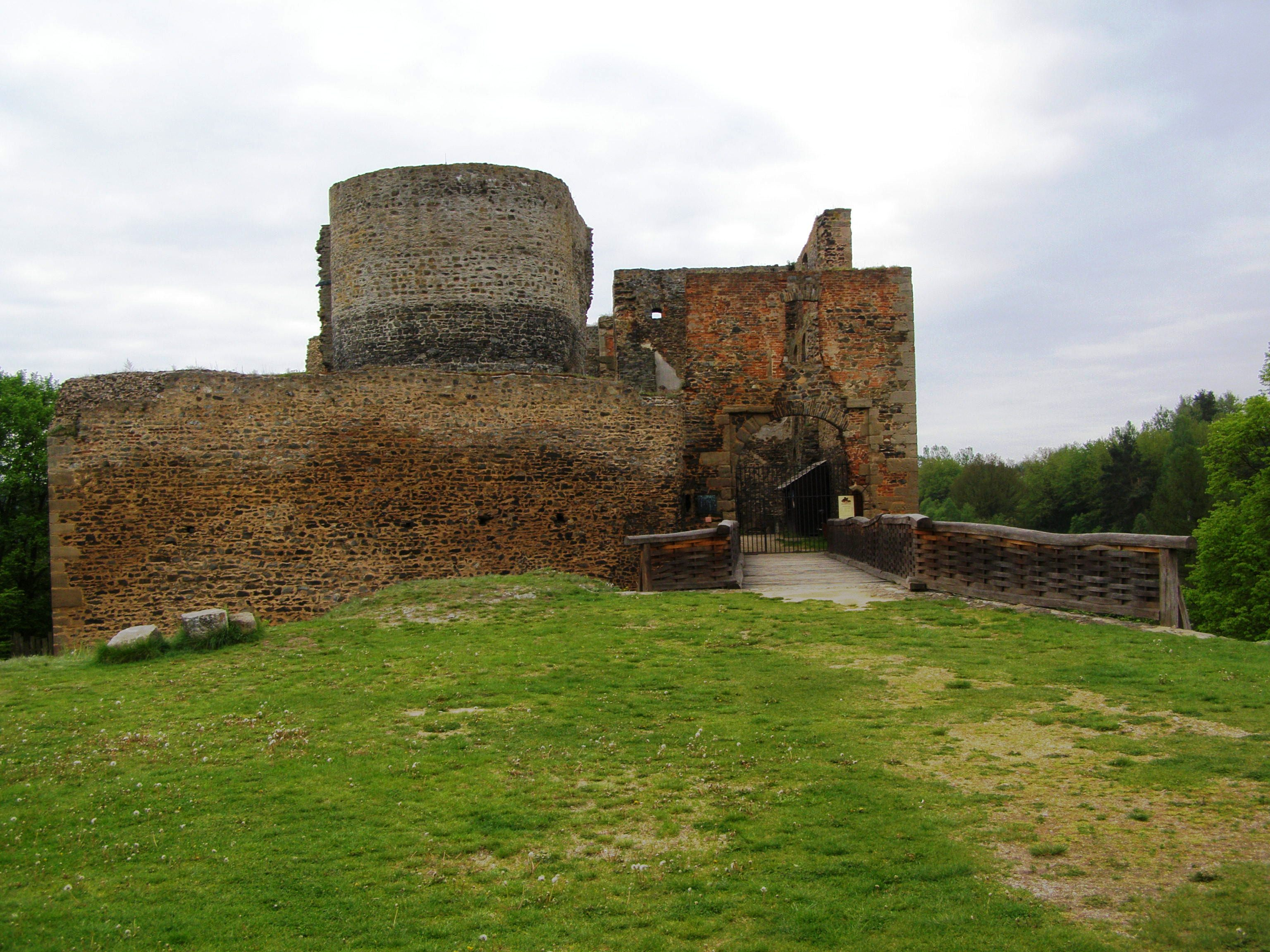
Hrad Krakovec
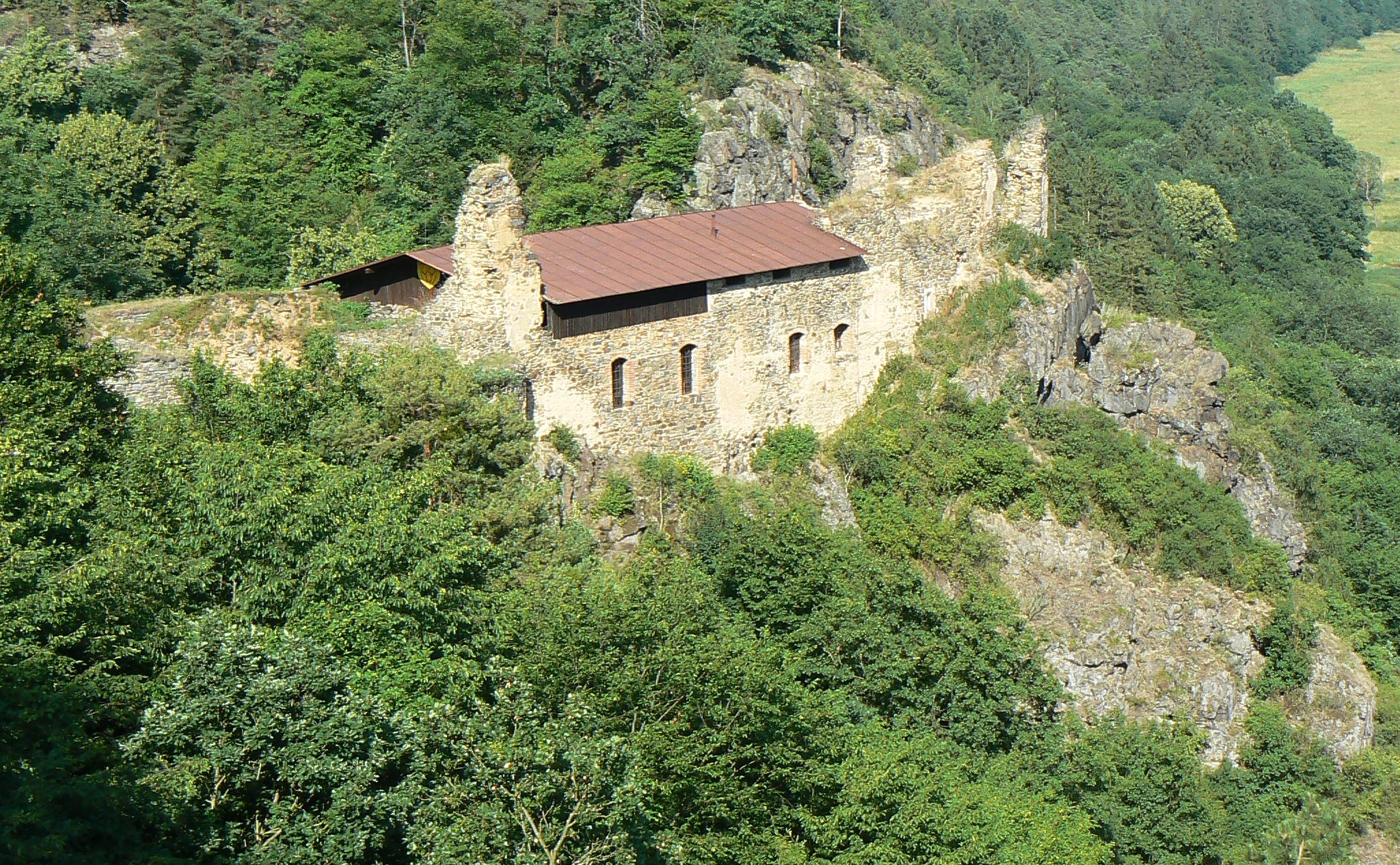
Hrad Krašov
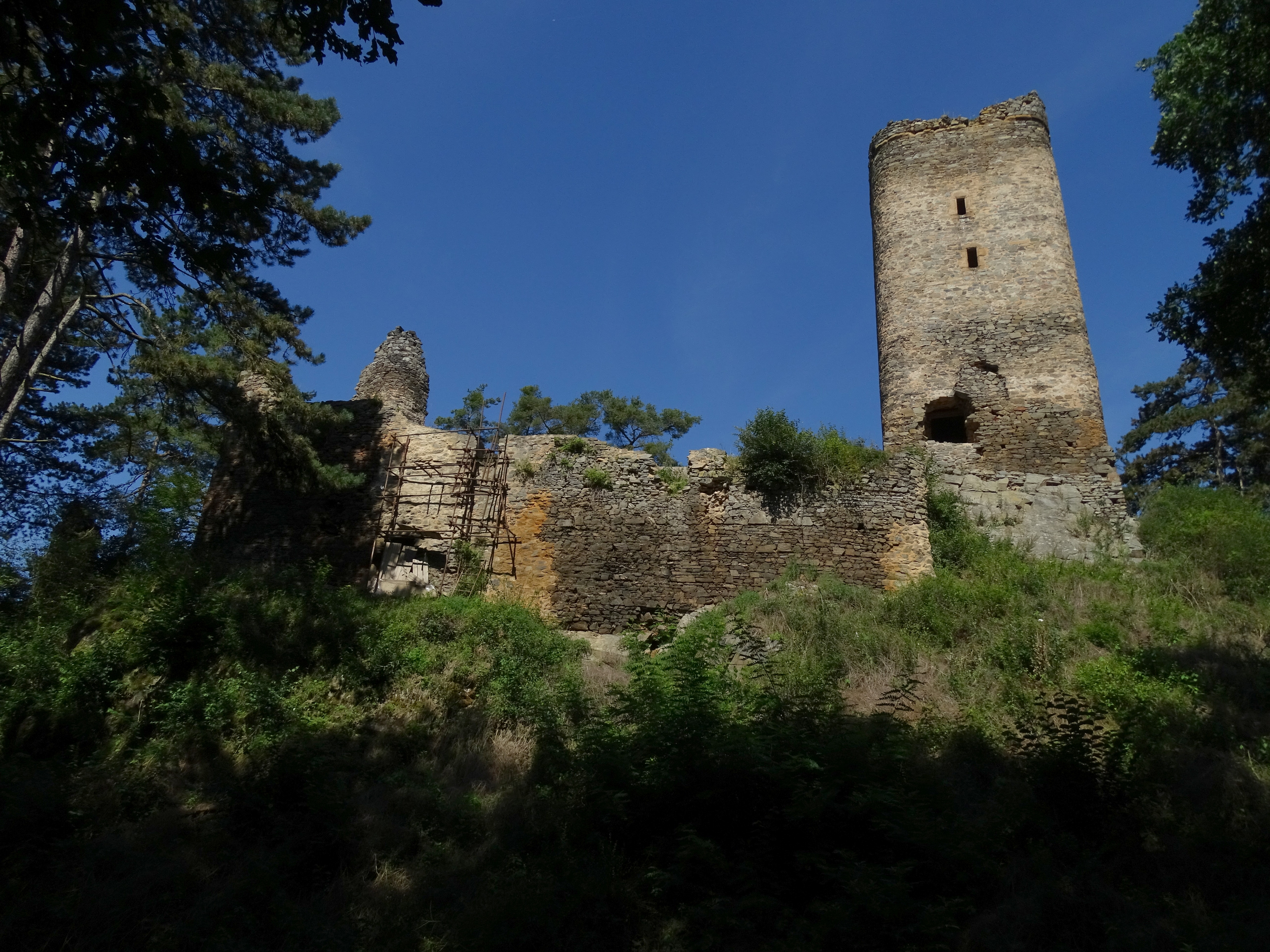
Hrad Libštejn
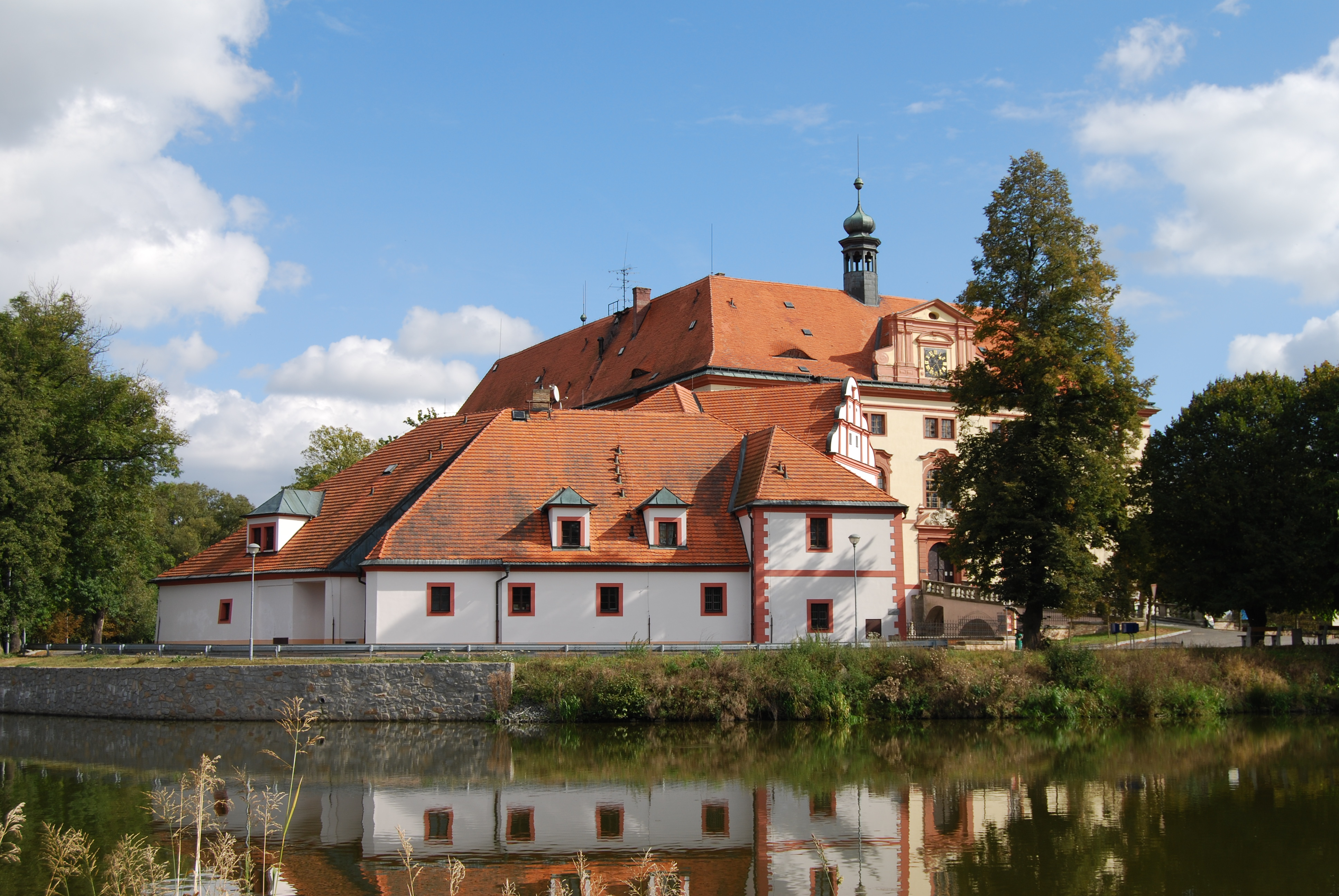
Zámek Lnáře
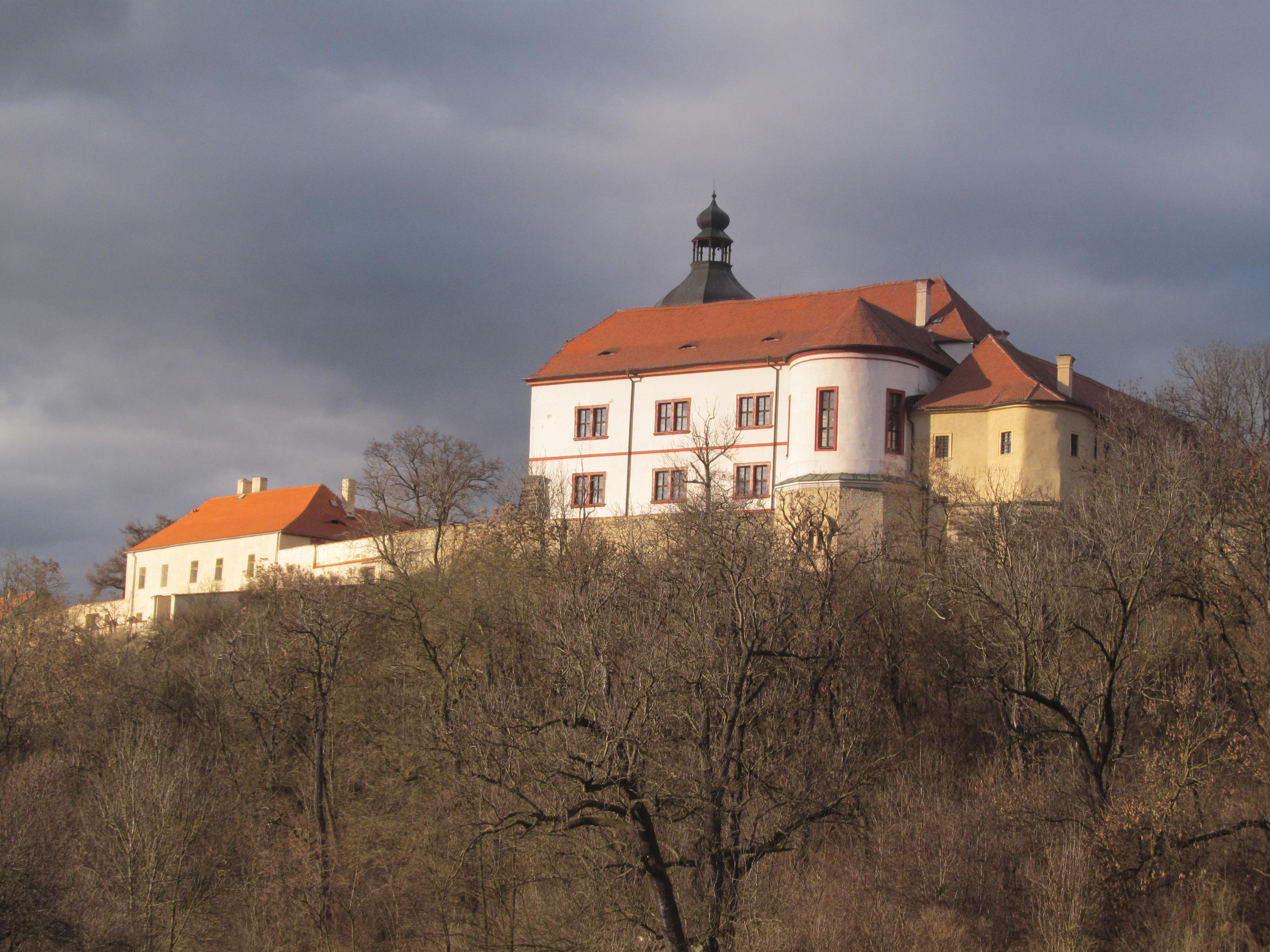
Zámek Nový Hrad
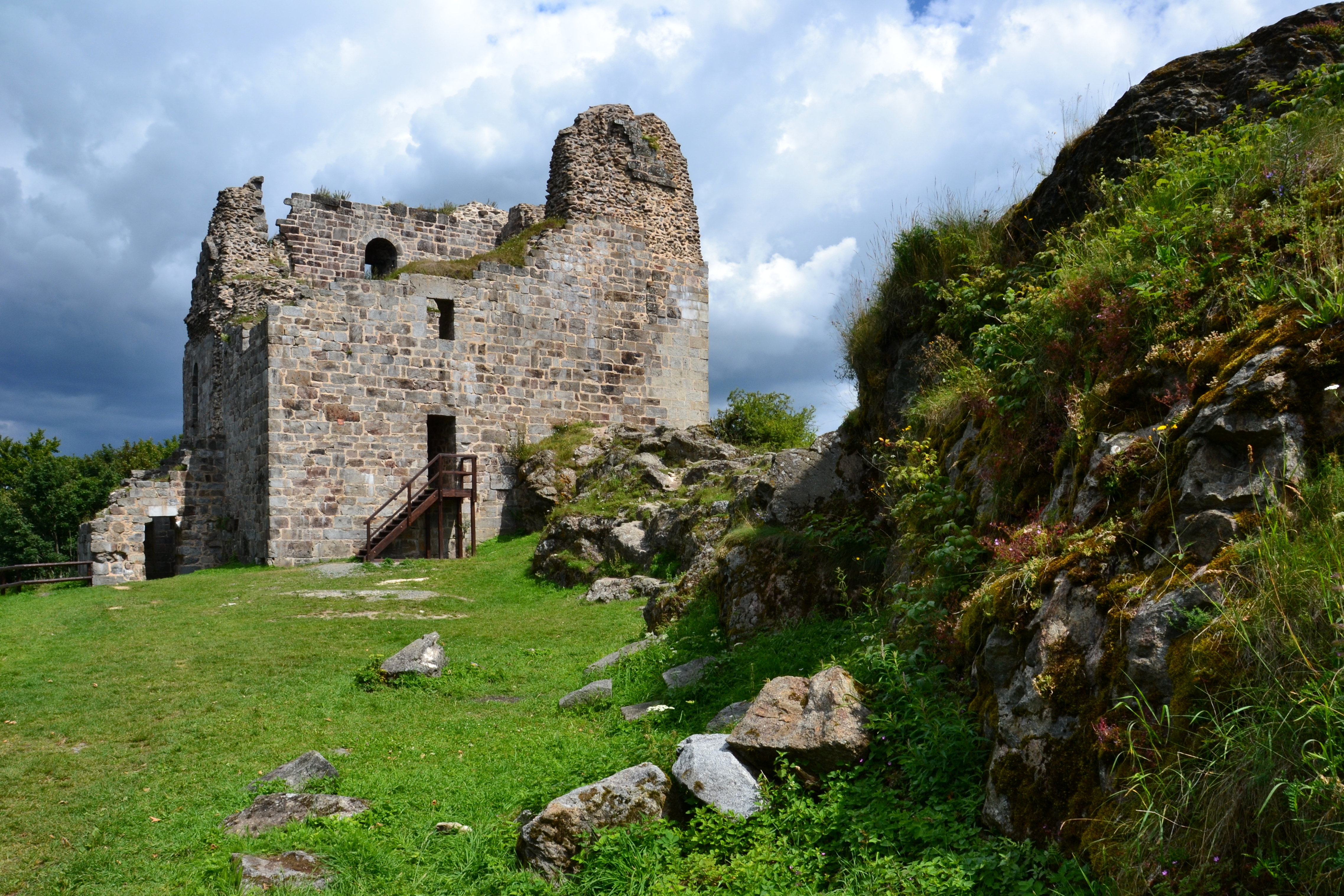
Hrad Přimda
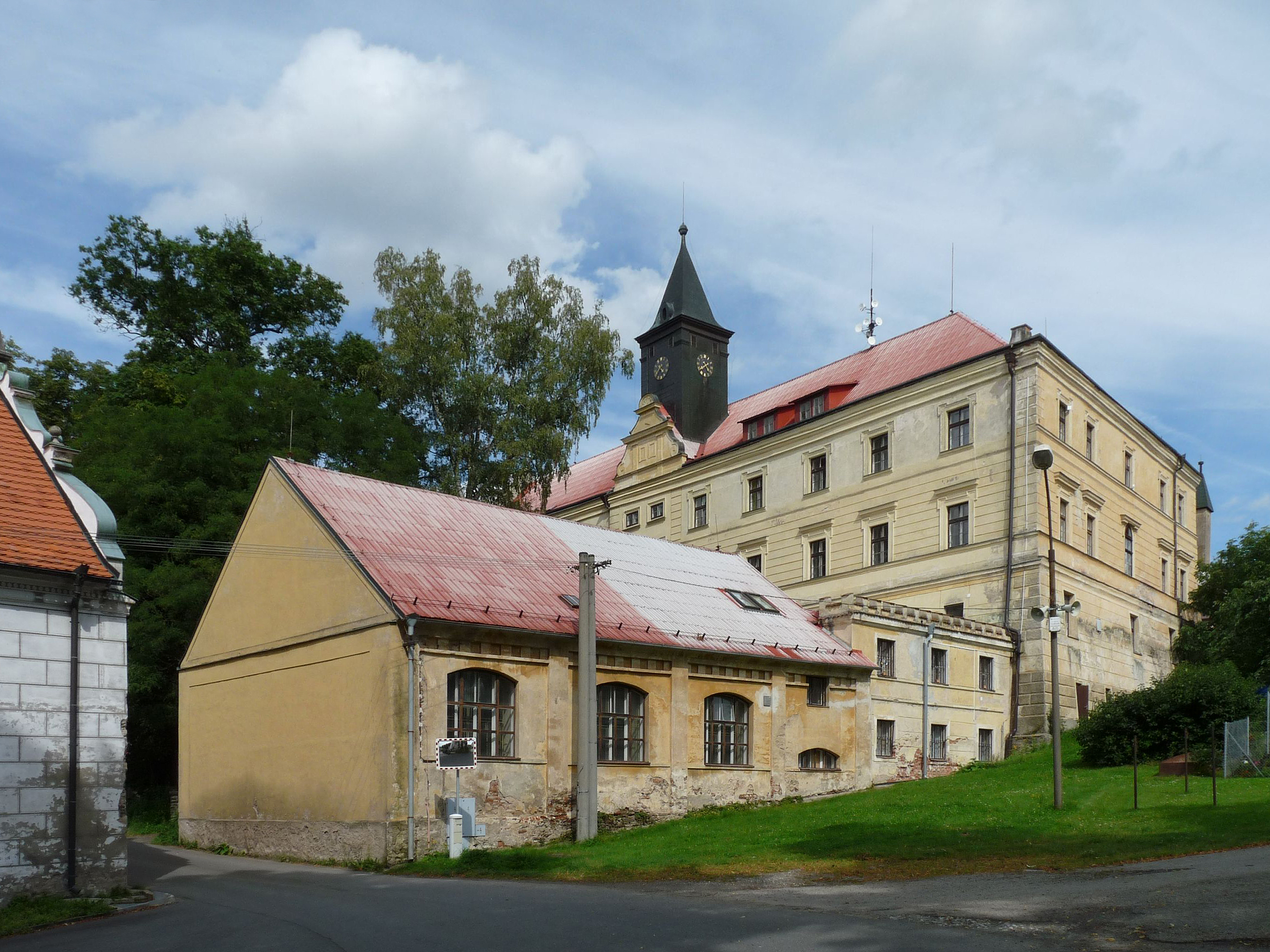
Zámek Radenín
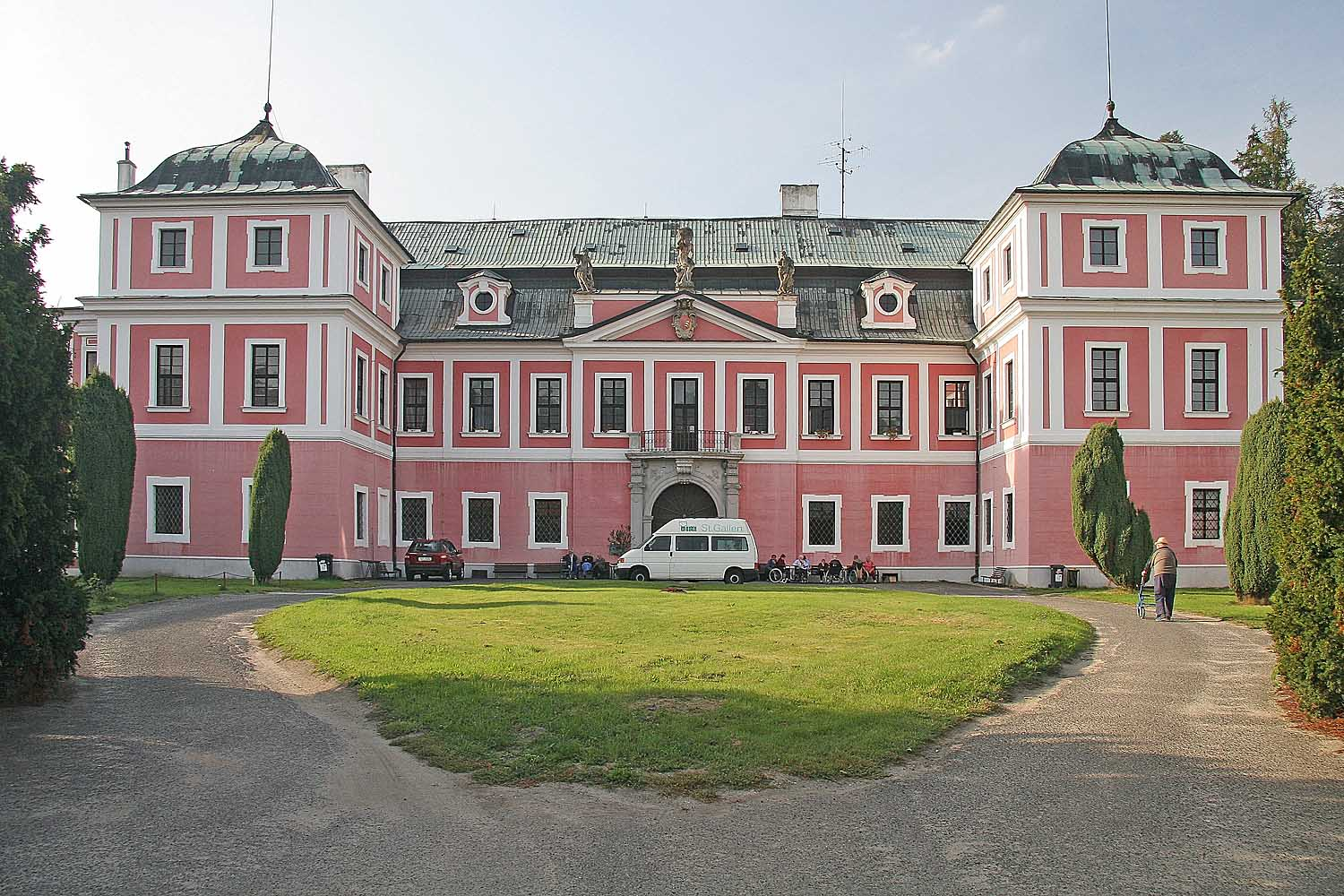
Zámek Sloup
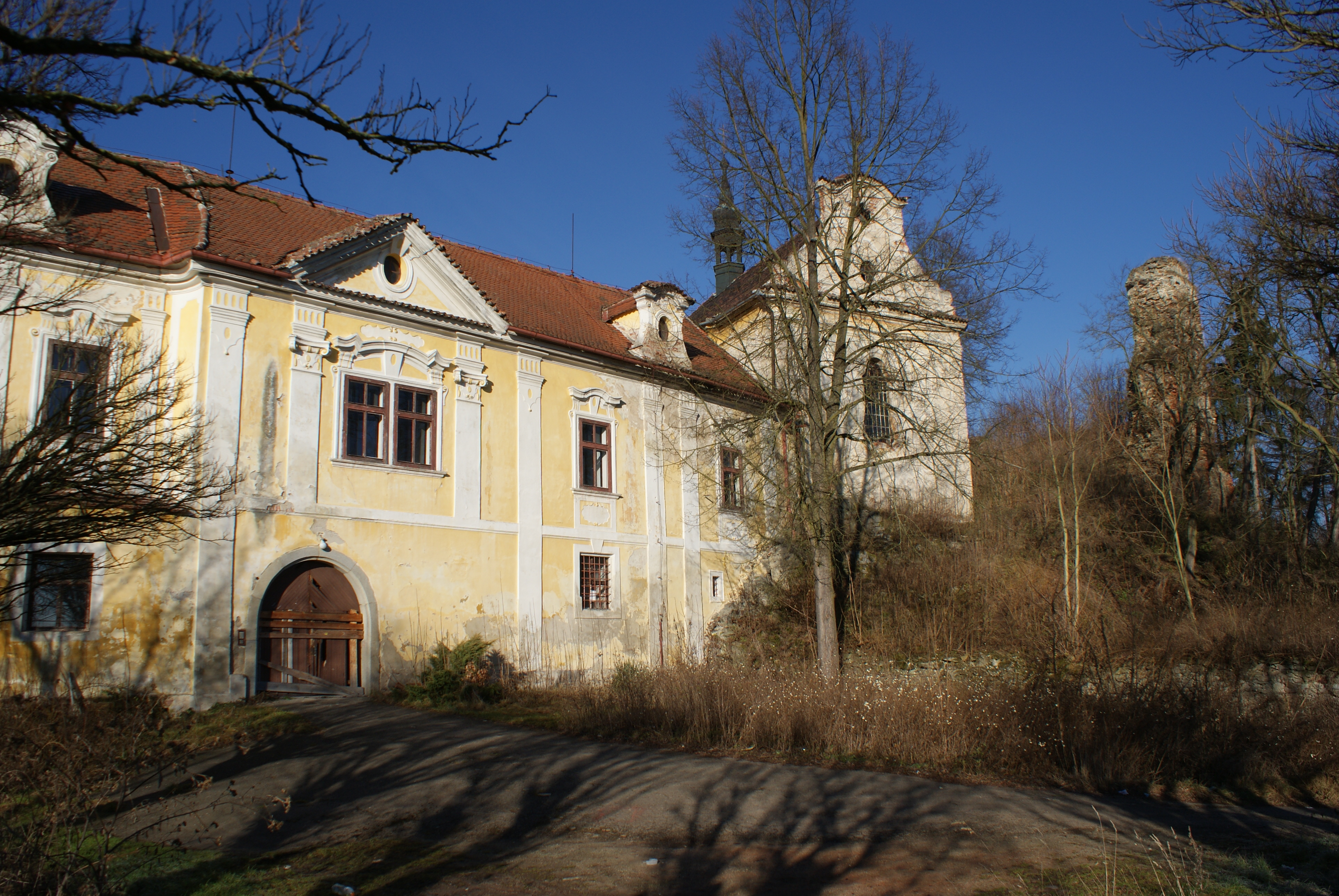
Hrad Střela
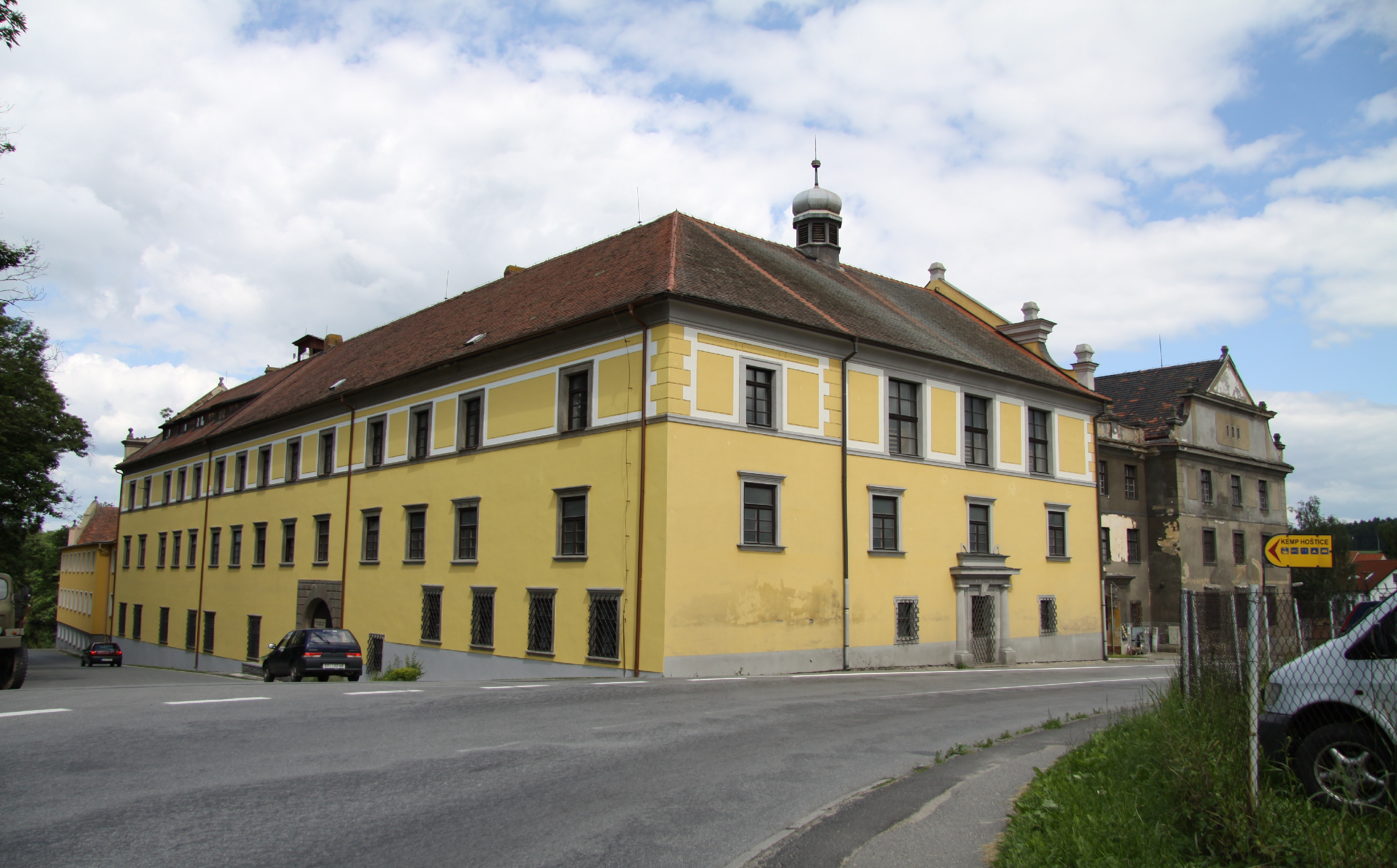
Zámek Střelské Hoštice
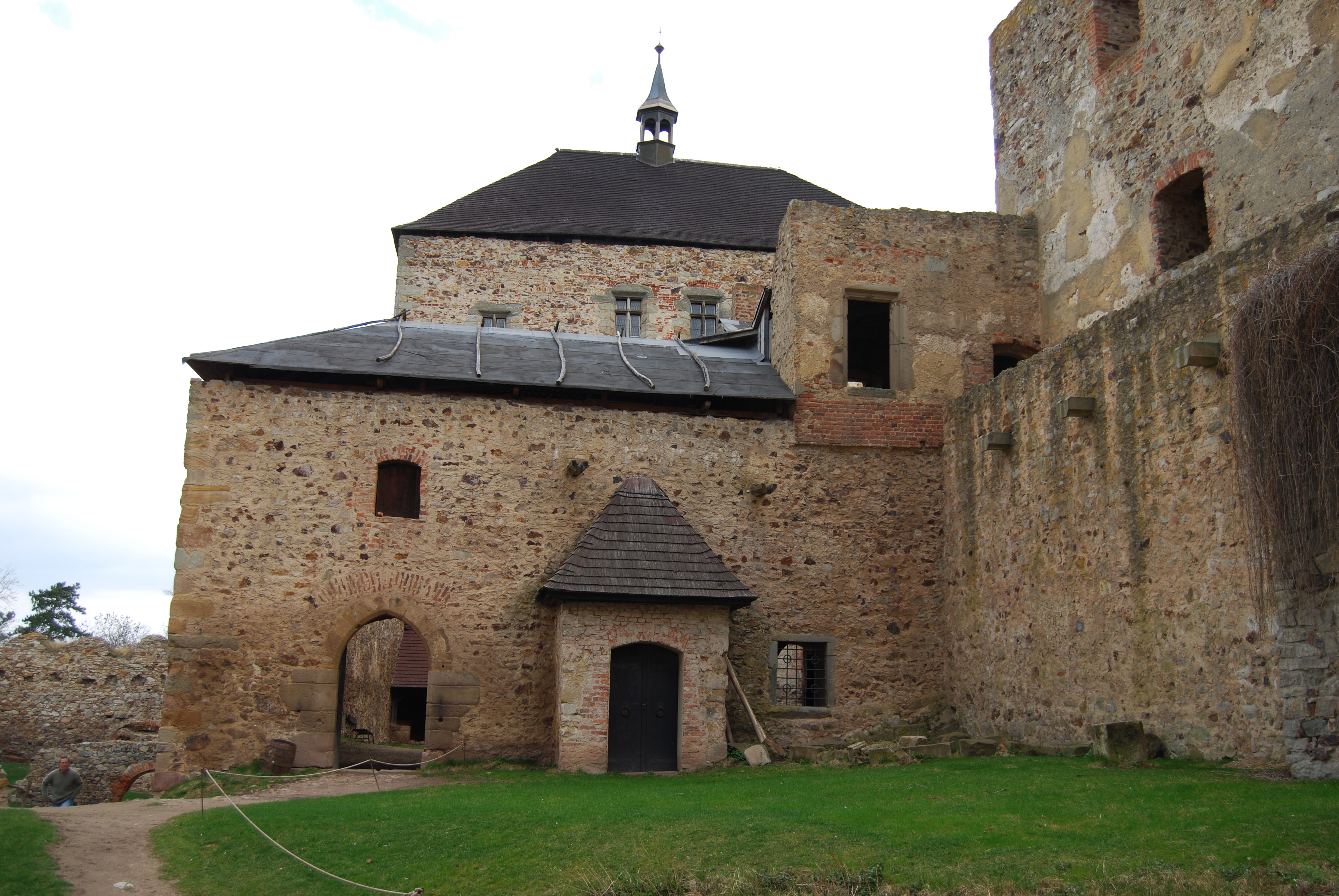
Hrad Točník
Zámek Týnec
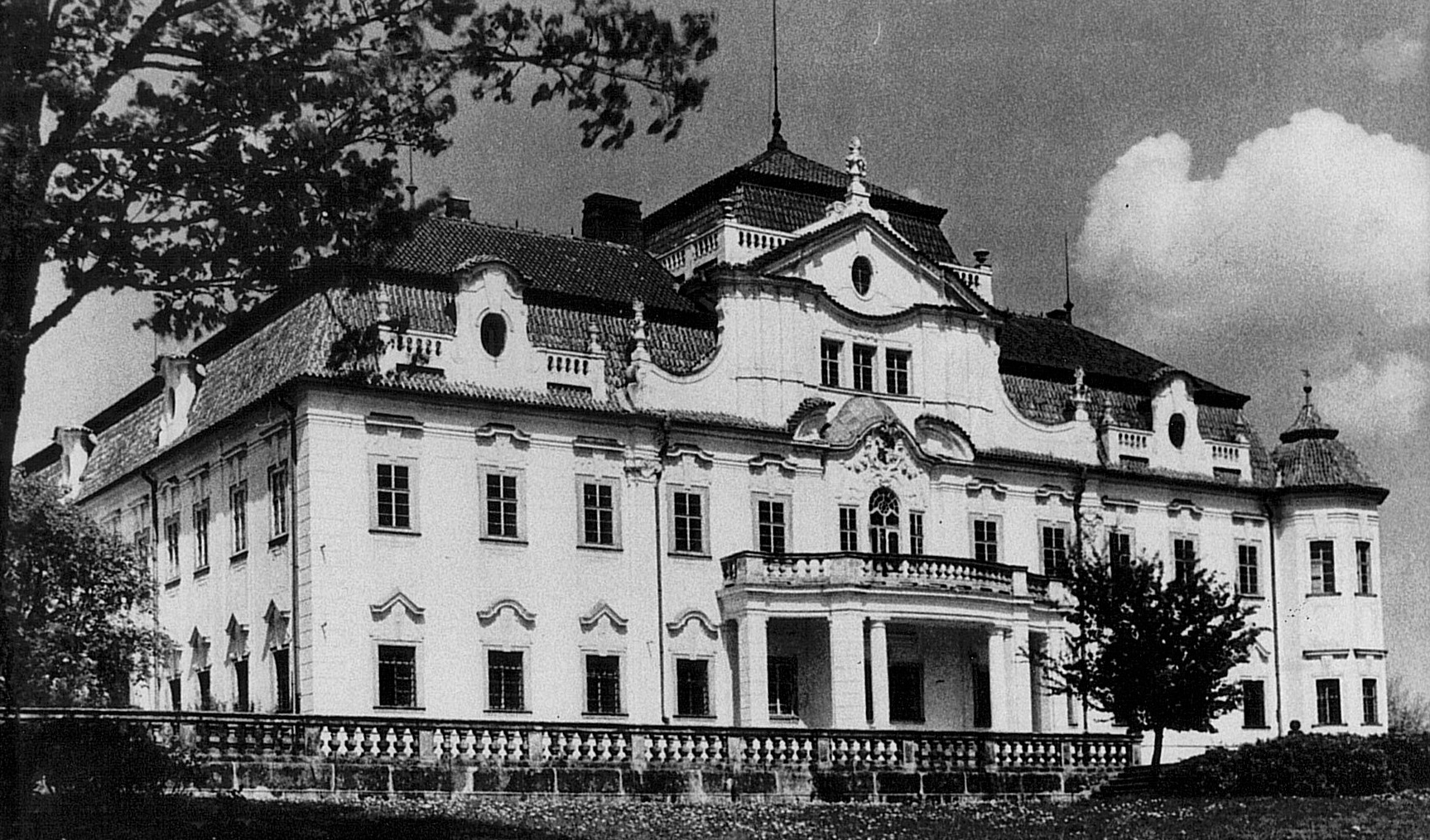
Zámek Velké Dvorce
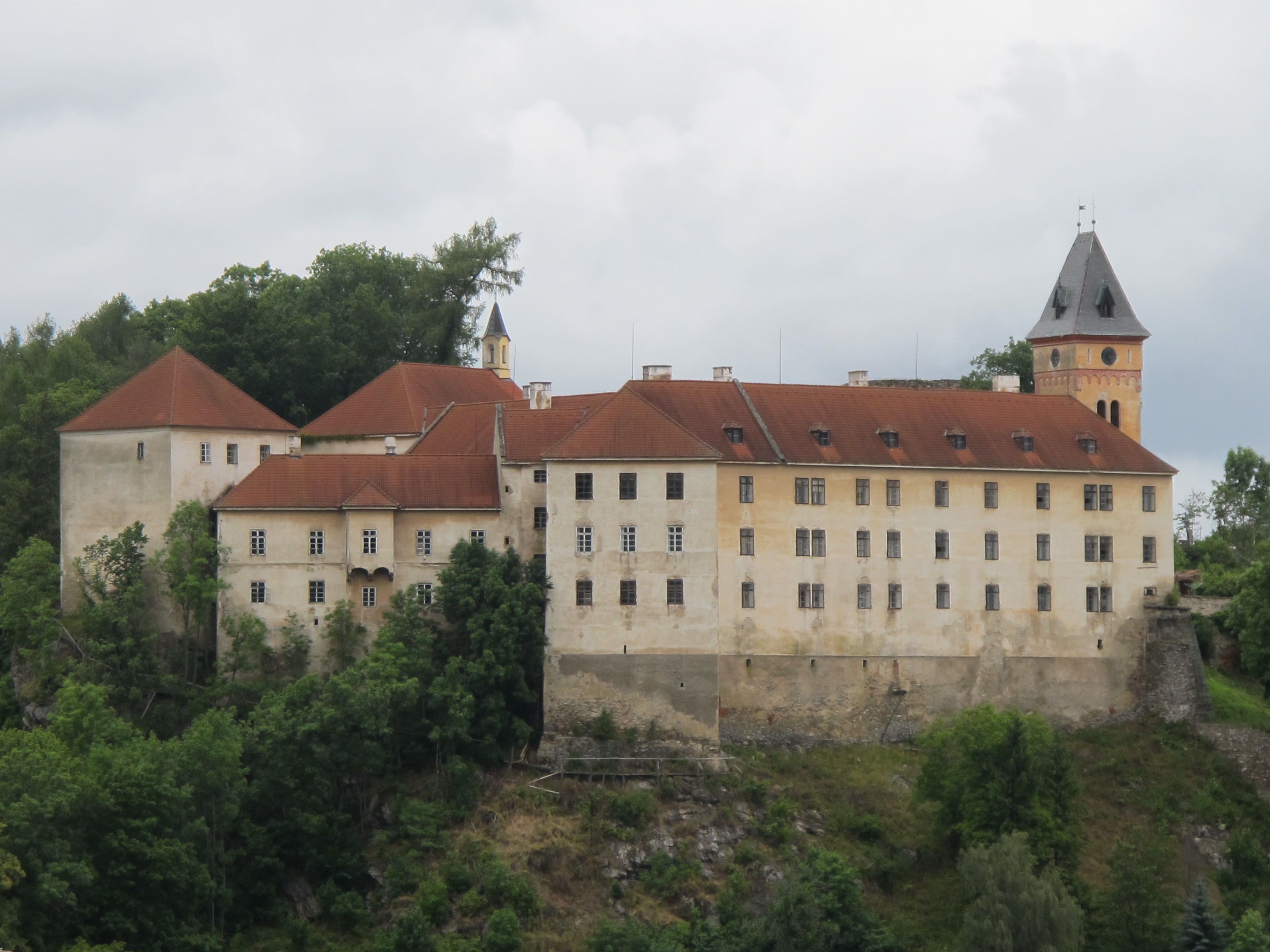
Zámek Vimperk
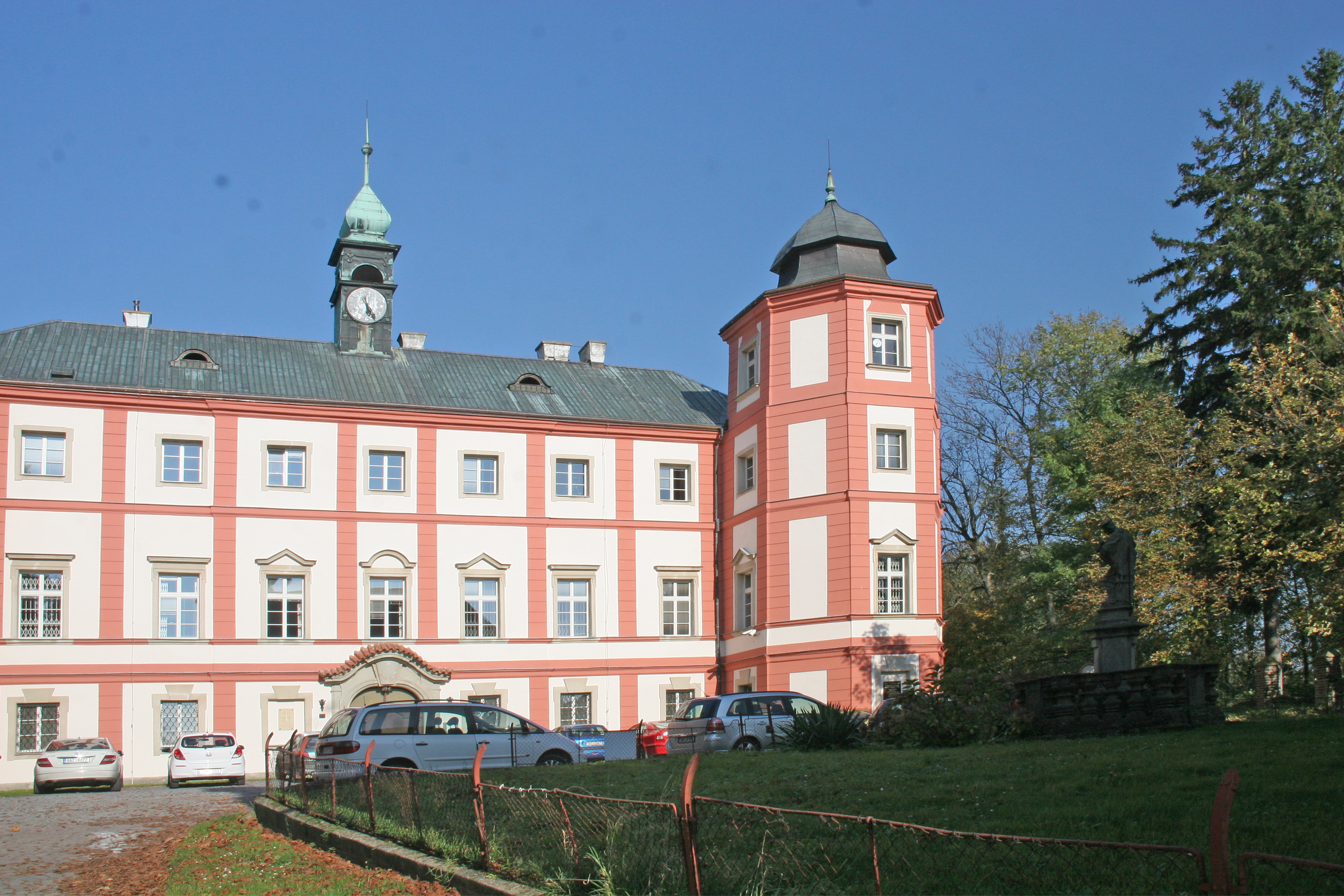
Zámek Zámrsk
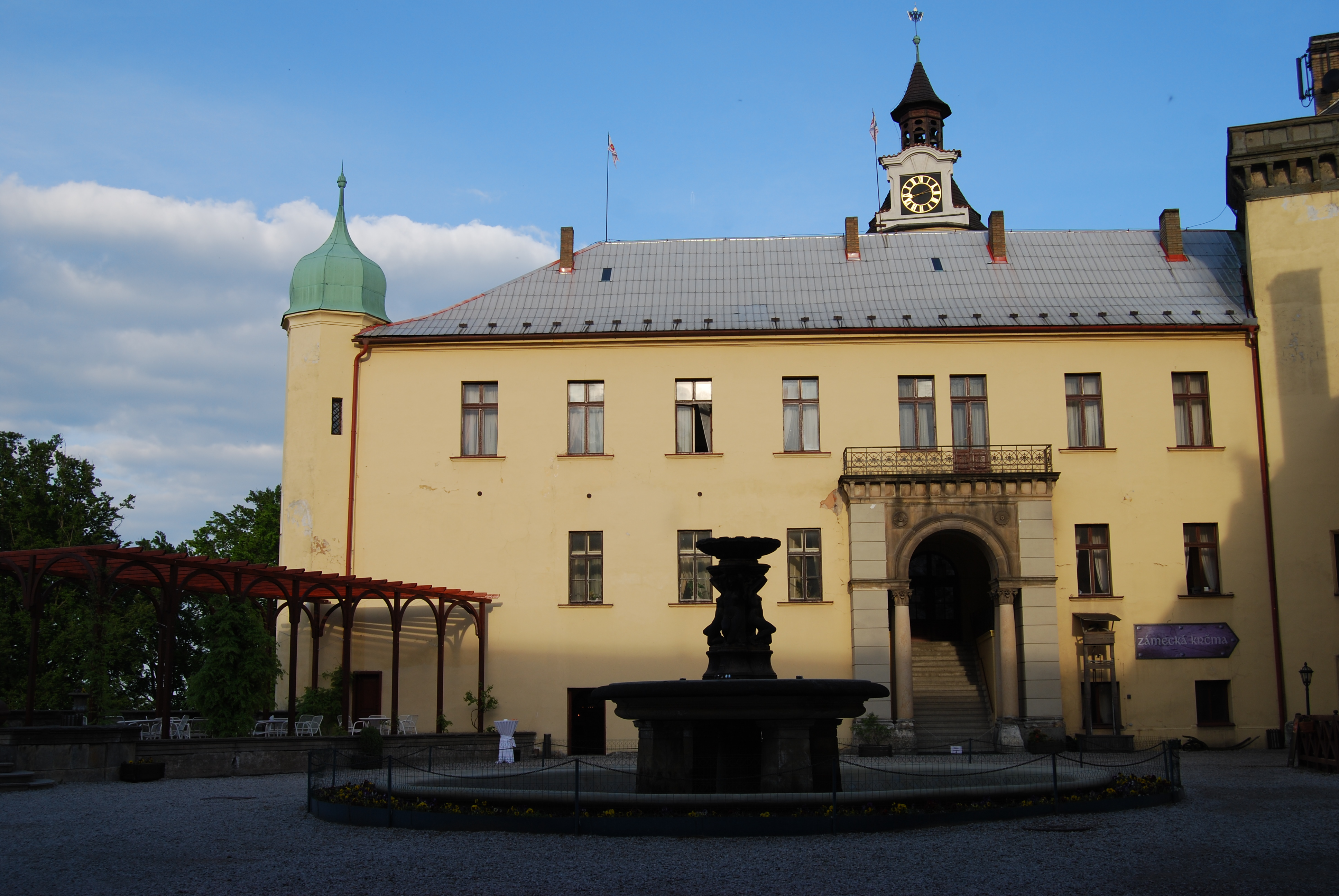
Zámek Zbiroh
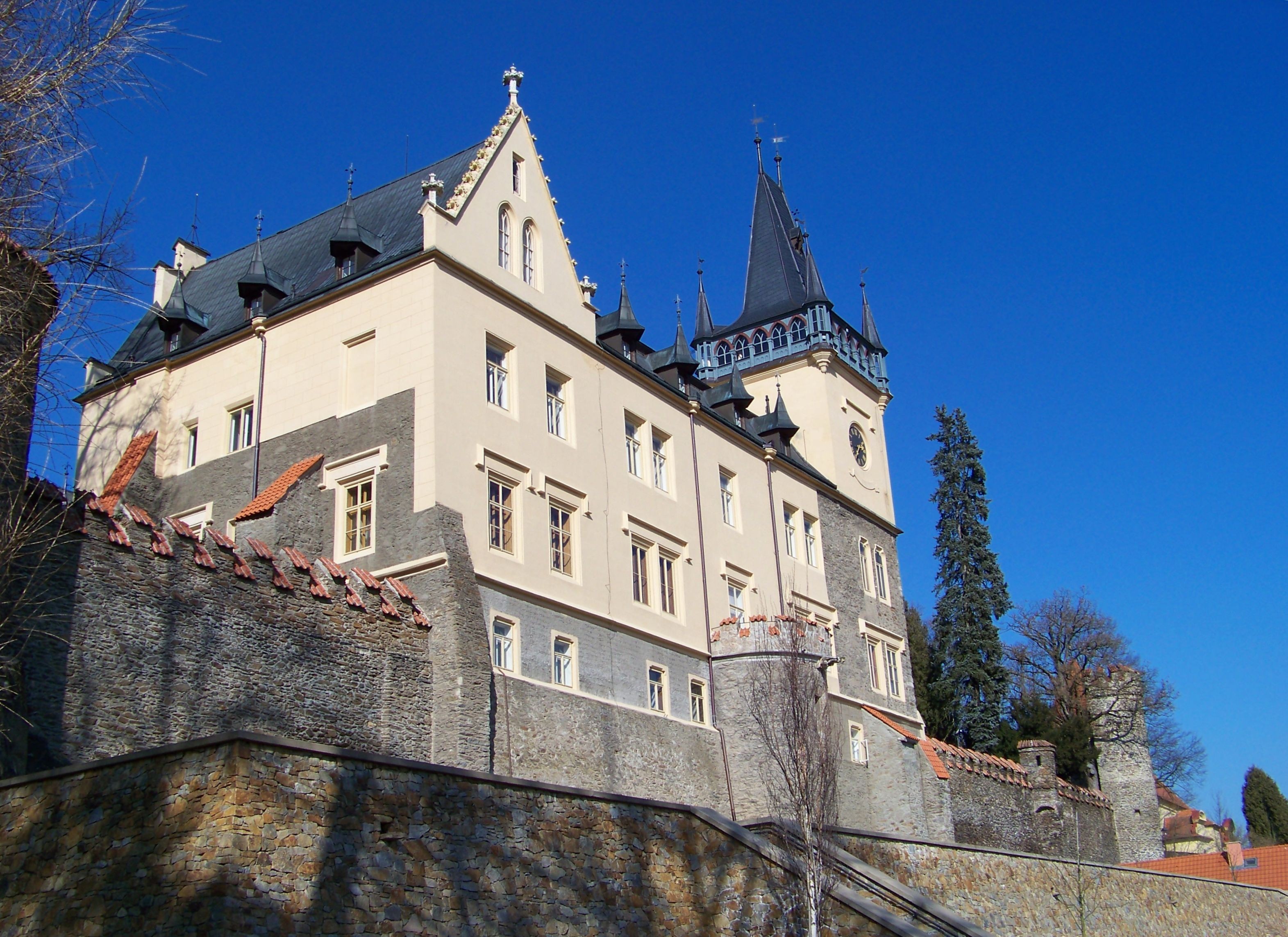
Zámek Zruč nad Sázavou
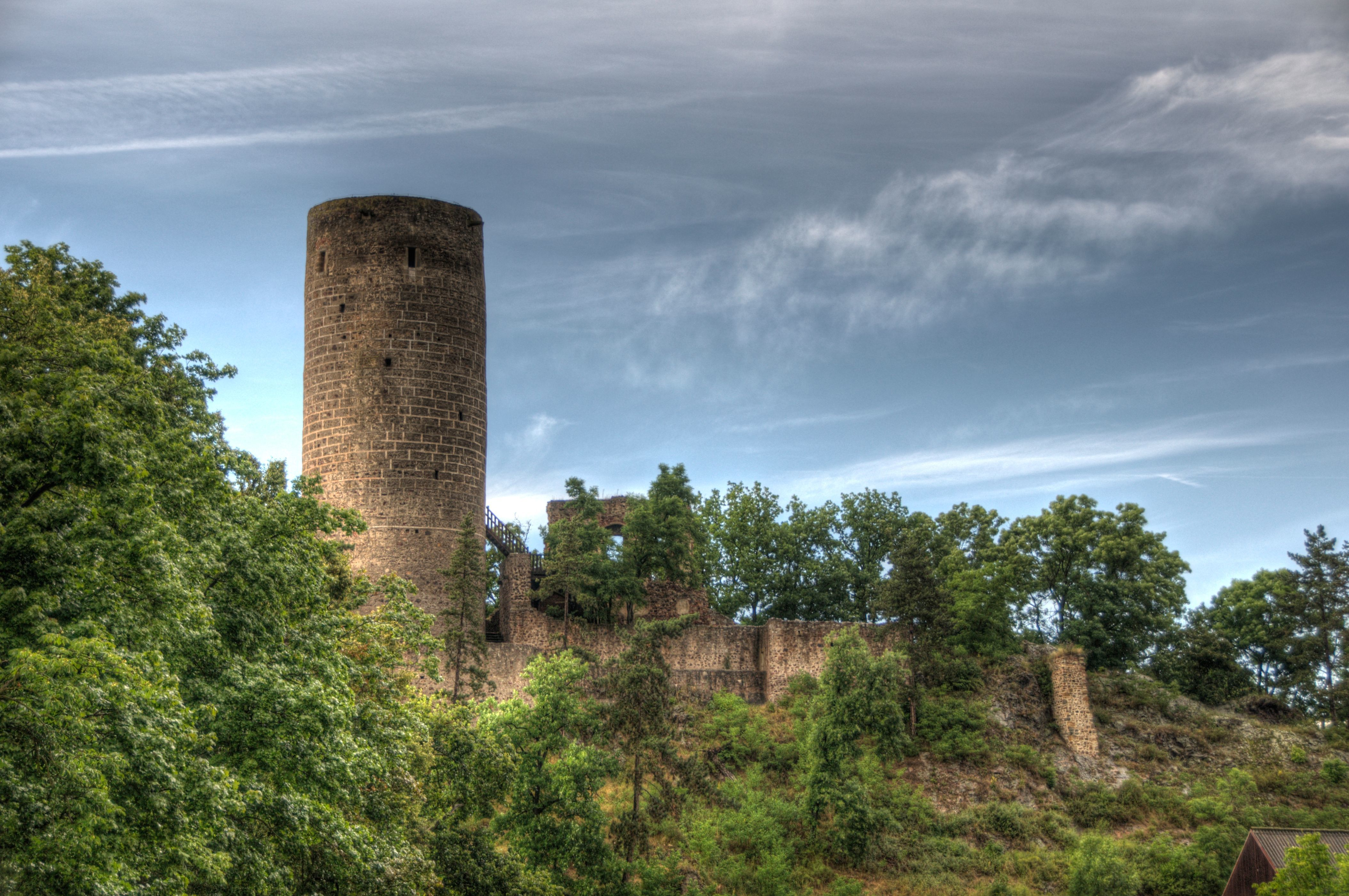
Hrad Žebrák

## Erb
Středověký rodový erb mají Kolovratové společný s několika dalšími rody (odtud také teorie o společném předkovi) tzv. Janoviců, kam patřili např. Čejkové a Dvořečtí z Olbramovci či Žďárští ze Žďáru. Modrý štít se stříbrno-červeně polcenou orlicí se zlatou zbrojí a perisoniem. Od raného novověku nese orlice Krakovských z Kolovrat na krku zlatou korunu. Po zisku hraběcího titulu novohradská a liebštejnská větev získaly tzv. polepšení přidáním rakouského srdečního štítku, novohradská dokonce změnila (jednohlavou) orlici na (dvouhlavého) orla. Klenotem na zlatě korunované turnajové přilbě s červeno-stříbrnými přikryvadly jsou orlí křídla, stříbrné a červené se zlatým perisoniem.

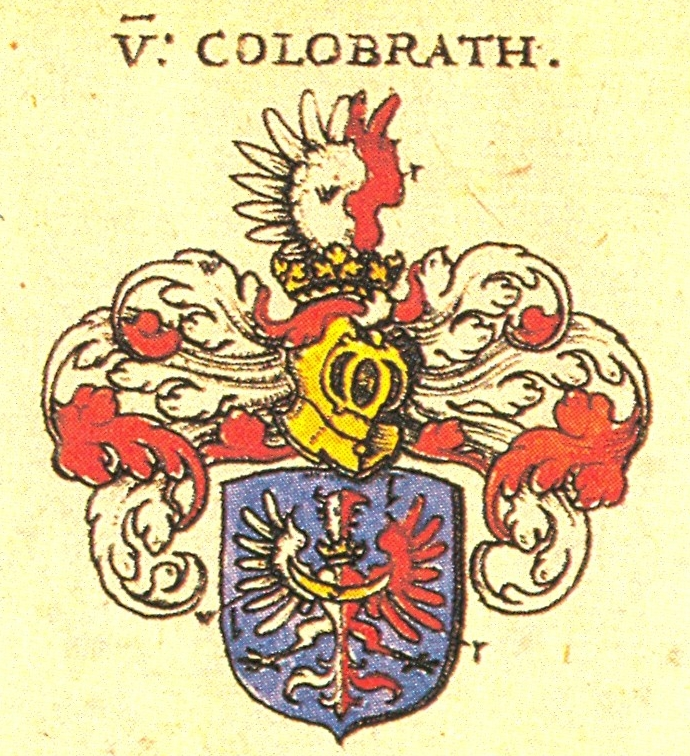
Erb Kolowratů podle erbovníku Johanna Siebmachera (1605)
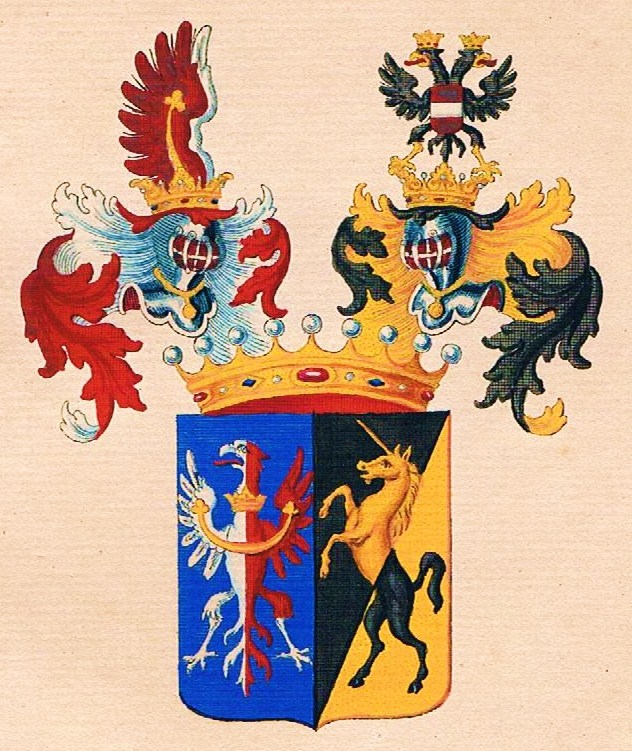
Erb hrabat Kolowrat-Krakowských, svobodných pánů z Újezda (březnická větev, jež majetek i erb dědila po Jeníšcích z Újezda)
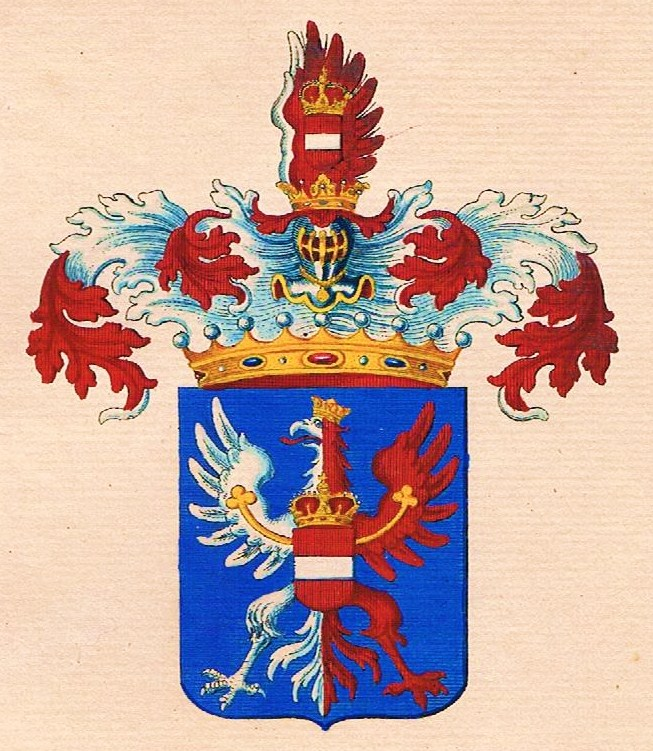
Erb hrabat Libštejnských z Kolovrat
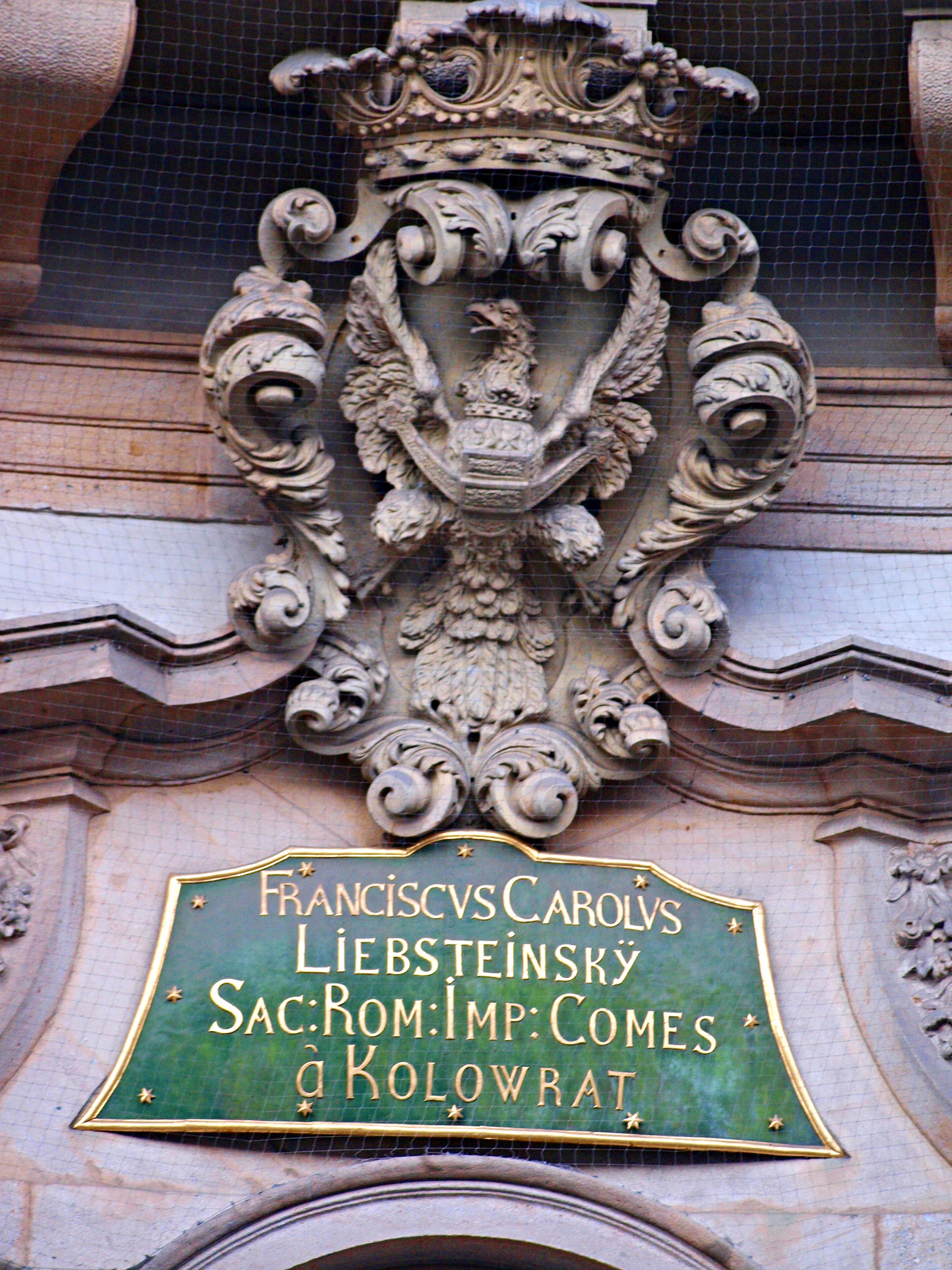
Erb říšského hraběte Františka Karla Libštejnského z Kolovrat na kostele svatého Mikuláše na Malé Straně v Praze
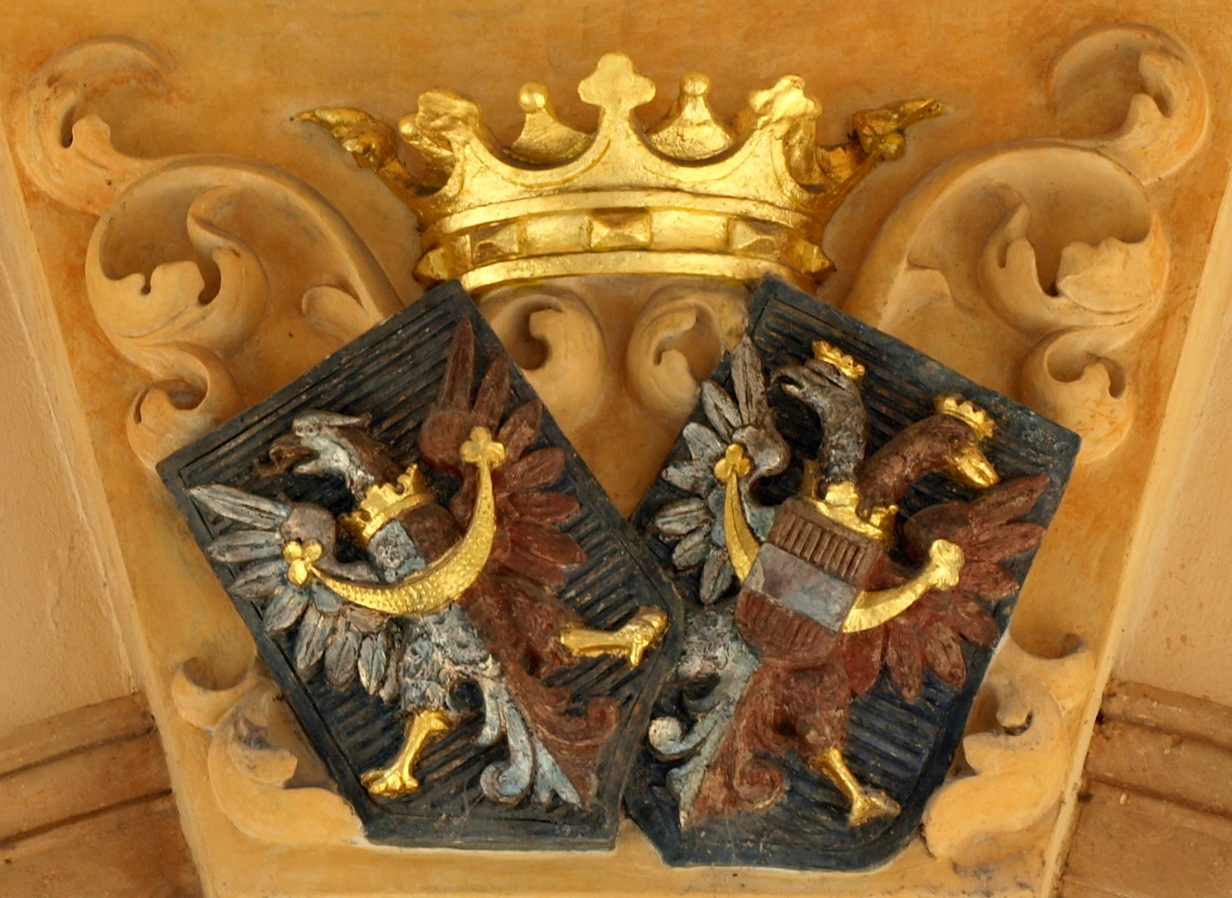
Alianční erb Kolowrat-Krakowských Kolowrat-Nowohradských na Novém Kolowratském paláci v Praze v ulici Na příkopě

## Příbuzenstvo
Spojili se s Berky, Colloredo-Mannsfeldy, Gutštejny, Lobkovici, Martinici, Schwarzenbergy, Šliky, Šternberky či Valdštejny.

## Rodové heslo
Páni z Kolowrat se hlásí k rodovému heslu Věrně a stále, zůstávají vždy věrni své zemi, panovníkovi a Bohu. Příslušníci rodu Kolowratů získali v minulosti celou řadu vysokých státních vyznamenání a v jejich řadách byla i celá řada velkých národních vlastenců a mecenášů katolické církve.

## Rodová pověst
Hrabě Norbert Leopold Libštejnský z Kolovrat nechal přestavět rodový klášter v Dolním Ročově. Po přestavbě začalo v klášterním kostele docházet k pozoruhodnému úkazu. Náhrobní kámen zakladatele kláštera Albrechta staršího z Kolowrat bez vnější příčiny vlhnul. A to někdy natolik, že na něm stály krůpěje vody. Jeho „pot“ prý byl vždy předzvěstí nějaké vážné události v rodě, těžké nemoci, nebo smrti. Pokaždé, když se náhrobní kámen orosil, převor kláštera rozesílal listy členům rodu a varoval je před blížícím se nebezpečím.
Podobný příběh je spojen s hradem Krakovec, kde nad hlavní branou nad vstupem do hradu visel až do počátku 19. století zvoneček, o němž byla mezi okolním lidem rozšířena povest, že vždy sám od sebe začal zvonit, kdykoliv někdo z rodiny Kolowratů měl zemřít.

## Rodová dohoda
Dne 29. ledna 1629 uzavřeli mužští příslušníci všech větví rodu Kolowratů rodovou smlouvu, kterou potvrdil císař Ferdinand II. Smlouva pozbyla právní platnosti se vznikem občanského zákoníku v roce 1811. V dohodě bylo sjednáno, že si mužští potomci za manželky vyvolí vždy členky panských nebo rytířských rodů. Pokud se tak nestane, jejich potomci nejsou přijati za právoplatné členy rodové linie. Dále jim pak nebylo povoleno užívat erb, jména a nesměli využívat žádného odkazu či dědictví od ostatních osob pocházejících z rodu. Bylo dohodnuto udržování kláštera v Dolním Ročově, zachování erbu a vedení rodinného archivu. Každá rodová linie shromáždila nejcennější listiny, provedly se jejich opisy a uspořádaly do pěti knih. Ty pak udržoval nejstarší člen dané rodové větve.

## Fideikomis
Jednou z hlavních zásad rodu Kolowratů je rodový majetek řádně spravovat a udržovat pro další generace. Páni z Kolowrat podobně jako jiné šlechtické rody s cílem zabránit nerozvážnému hospodaření a tím zchudnutí rodu, zřizovali rodová svěřenectví (tzv. fideikomis). O právně zajištěný, nedělitelný, nezcizitelný a neprodejný soubor majetku, který přecházel na dědice podle pravidel stanovených zůstavitelem, se staral jeho držitel v roli správce, jenž měl povinnost vyživovat ostatní příslušníky rodiny. Smrtí posledního člena rodu fideikomis zaniká, v případě pánů z Kolowrat svěřenectví po smrti posledního žijícího příslušníka jedné z rodových větví přechází na příslušníky dosud žijící větve.